# ヴュルツブルク

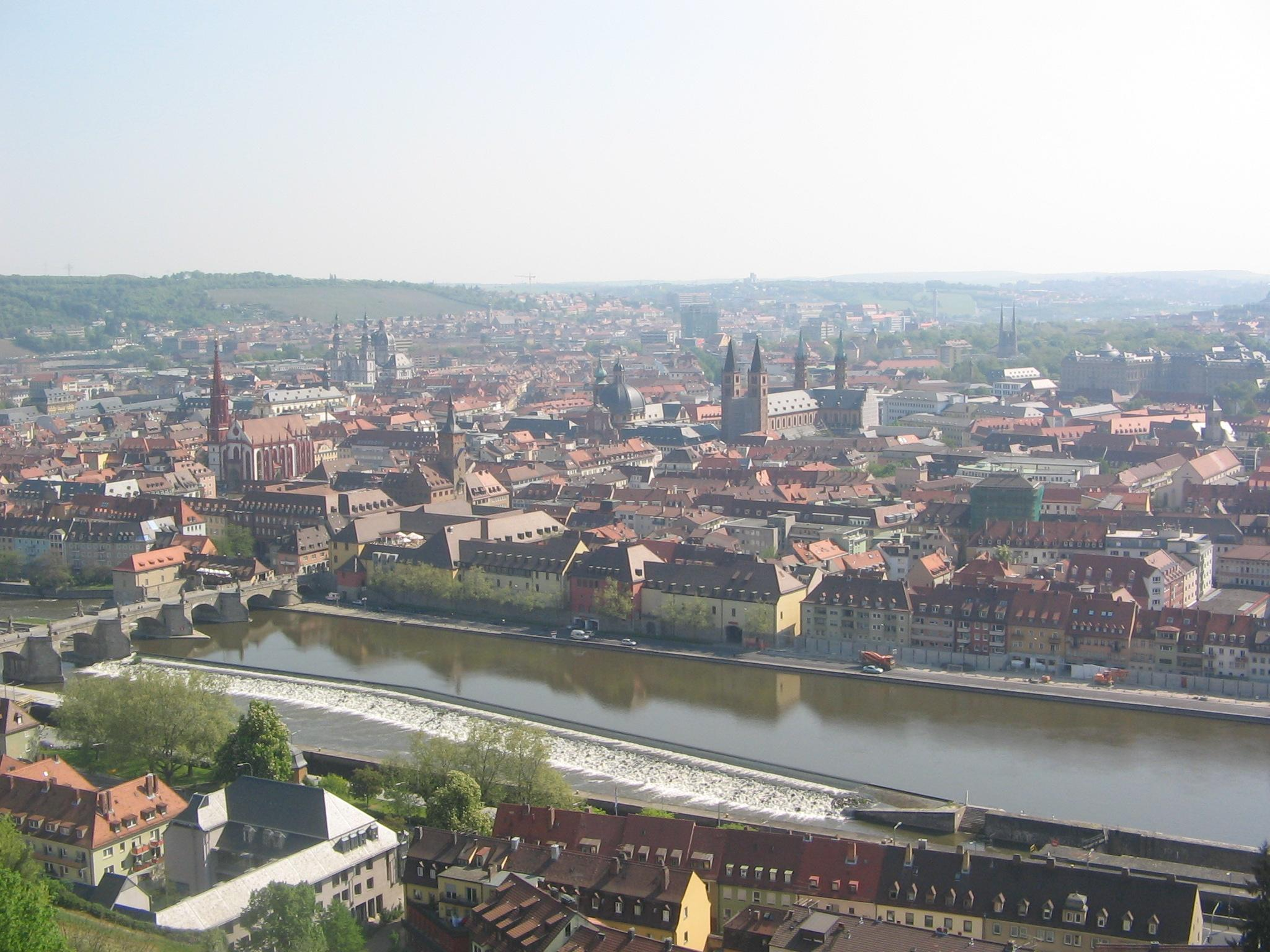
マリエンベルク要塞から見たヴュルツブルク旧市街

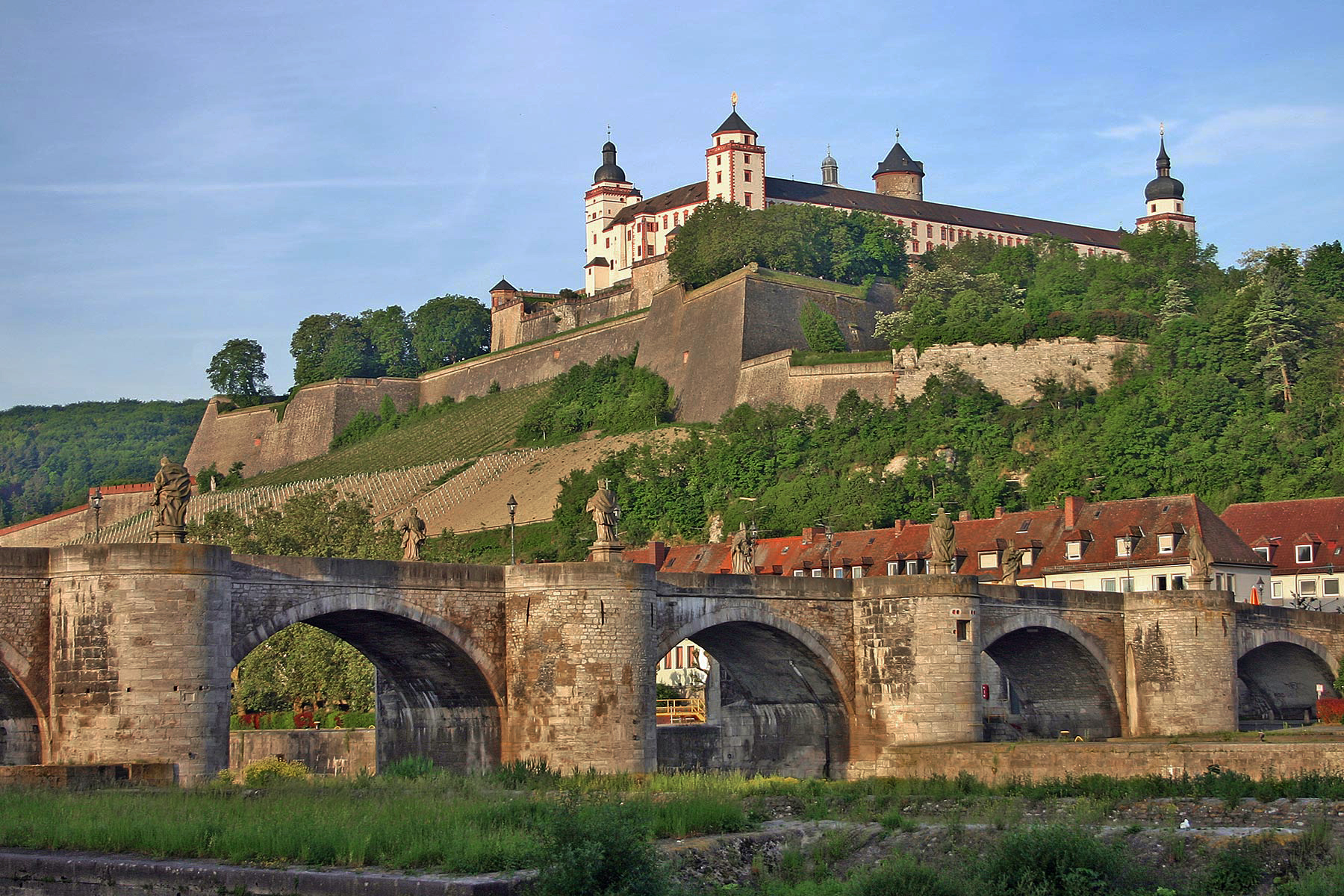
ヴュルツブルクの象徴的風景、マリエンベルク要塞と旧マイン橋

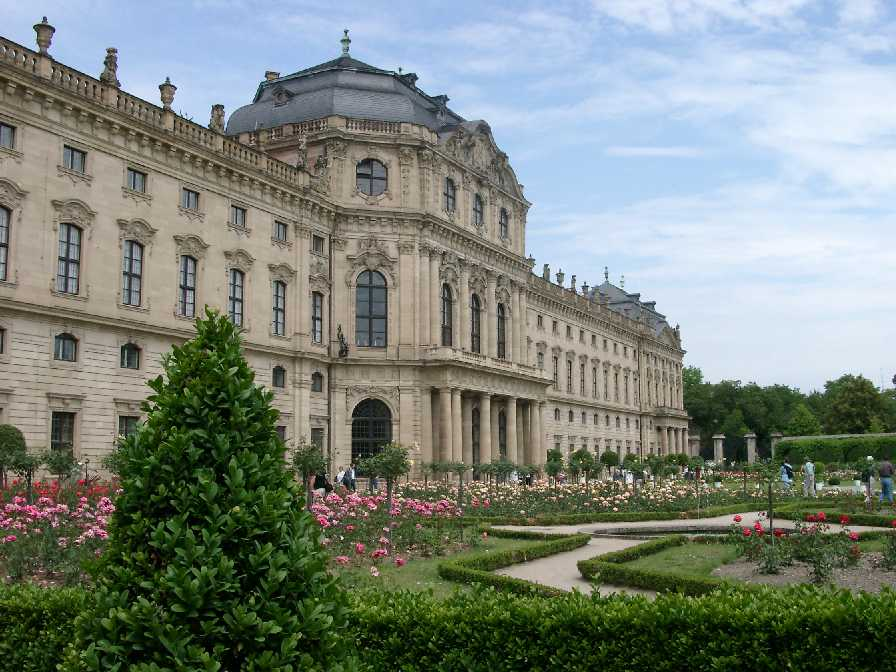
世界遺産ヴュルツブルクのレジデンツ

ヴュルツブルク（ドイツ語: Würzburg, ドイツ語発音: [ˈvʏrt‿sbʊrk] ( 音声ファイル)、バイエルン・オーストリア語: Wiazburg）は、ドイツ連邦共和国バイエルン州ウンターフランケン行政管区の郡独立都市で、ウンターフランケン行政管区、ウンターフランケン郡市連合、ヴュルツブルク郡の本部所在地である。このマイン川沿いの都市はバイエルン州の23の上級中心都市の一つであり、人口135,000強の人口はミュンヘン、ニュルンベルク、アウクスブルクに次いで同州で4番目に大きな都市である。ビュルツブルク、ウュルツブルクとも表記する。
アイルランドから渡来しフランケン地方をキリスト教化した聖キリアン (Kilian) の殉教地として中世より司教領として栄えた。現在この都市は、カトリックのヴュルツブルク司教区の司教座都市である。近隣のより大きな都市は、北西約120kmのフランクフルト・アム・マイン、南東115kmのニュルンベルク、140km南西のシュトゥットガルト、177km西のマンハイムが挙げられる。ニュルンベルク、フランクフルトへはいずれもICEでほぼ1時間ほどである。ヴュルツブルクは2004年に1300年祭を祝った。世界的に有名なヴュルツブルクのレジデンツは、その庭園群と広場を含め、1981年にユネスコ世界遺産に登録された。ドイツ観光街道の代表的存在であるロマンティック街道の起点として、またフランケン・ワインの集積地として知られている。

## 地理
ヴュルツブルクはマイン渓谷の中流域に位置し、その市域はマイン川両岸に広がる。マイン川が浸食したことで形成された西岸の石灰岩でできた高台のマリエンベルクには要塞がそびえている。

### 市の構成
かつては独立した自治体であった以下の市町村がヴュルツブルク市に合併している。
- 1930年: ハイディングスフェルト（ハイディングスフェルト、ホイヒェルホーフ、フォーゲルスホーフ、ツヴィッカーラインスホーフを含む）
- 1974年: ロッテンバウアー
- 1976年: オーバーデュルバッハの一部であるオーバーデュルバッハ、シャーフホーフ、ツィーゲルヒュッテ
- 1976年: ウンターデュルバッハ
- 1978年: レングフェルト（ホルツミューレ、ピルツィヒグルント、リートミューレ、ローゼンミューレを含む）
- 1978年: フェアスバッハ（ヘルンミューレ、シェーファーミューレ、シュトラウプミューレを含む）
- 1978年: ヘーヒベルクの一部であるシュタインバッハタール

ヴュルツブルクの市域は13の市域に分けられ、さらに全部で25の小市区に細分される。市区および小市区はそれぞれ連続した番号が付けられている。以下の一覧は、市区とそれに属す小市区をそれぞれ番号付で示したものである。
| 01 アルトシュタット（旧市街） - ドーム (01) - ノイミュンスター (02) - ペーター (03) - インネーレ・プライヒ (04) - ハウク (05) - オイセーレ・プライヒ (06) - レンヴェク (09) - マインフィーアテル (17) 02 ツェラーアウ - ツェラーアウ (18) 03 デュルバッハタール - デュルバッハアウ (07) - ウンターデュルバッハ (22) - オーバーデュルバッハ (23) | 04 グロムビュール - グロムビュール (08) 05 リントラインスミューレ - リントラインスミューレ (19) 06 フラウエンラント - メンヒベルク (10) - フラウエンラント (11) - ケースブルク (12) 07 ザンダーアウ - ザンダーアウ (13) 08 ハイディングスフェルト - ハイディンクグフェルト (14) | 09 ホイヒェルホーフ - ホイヒェルホーフ (20) 10 シュタインバッハタール - シュタインバッハタール (15) - ニコラウスベルク (16) 11 フェアスバッハ - フェアスバッハ (24) 12 レングフェルト - レングフェルト (25) 13 ロッテンバウアー - ロッテンバウアー (21) |

| 市区番号 | 市区名                                  | 人口 （2006年12月31日現在） | 地図 |
| -------- | --------------------------------------- | --------------------------- | ---- |
| 01       | アルトシュタット (Altstadt)             | 19,530                      |      |
| 02       | ツェラーアウ (Zellerau)                 | 11,361                      |      |
| 03       | デュルバッハタール (Dürrbachtal)        | 6,885                       |      |
| 04       | グロムビュール (Grombühl)               | 9,860                       |      |
| 05       | リントラインスミューレ (Lindleinsmühle) | 6,259                       |      |
| 06       | フラウエンラント (Frauenland)           | 18,611                      |      |
| 07       | ザンダーアウ (Sanderau)                 | 14,467                      |      |
| 08       | ハイディングスフェルト (Heidingsfeld)   | 10,160                      |      |
| 09       | ホイヒェルホーフ (Heuchelhof)           | 9,076                       |      |
| 10       | シュタインバッハタール (Steinbachtal)   | 4,862                       |      |
| 11       | フェアスバッハ (Versbach)               | 7,155                       |      |
| 12       | レングフェルト (Lengfeld)               | 9,780                       |      |
| 13       | ロッテンバウアー (Rottenbauer)          | 3,314                       |      |
| 計       | 計                                      | 131,320                     |      |

### 地域管理
ヴュルツブルクはヴュルツブルク開発計画地域の上級中心都市として、ヴュルツブルク市、キッツィンゲン郡、マイン＝シュペッサルト郡、ヴュルツブルク郡を統括している。上級中心ヴュルツブルクの下位に属す中級中心都市は、キッツィンゲン、カールシュタット、ロール・アム・マイン、マルクトハイデンフェルト、オクゼンフルトがある。

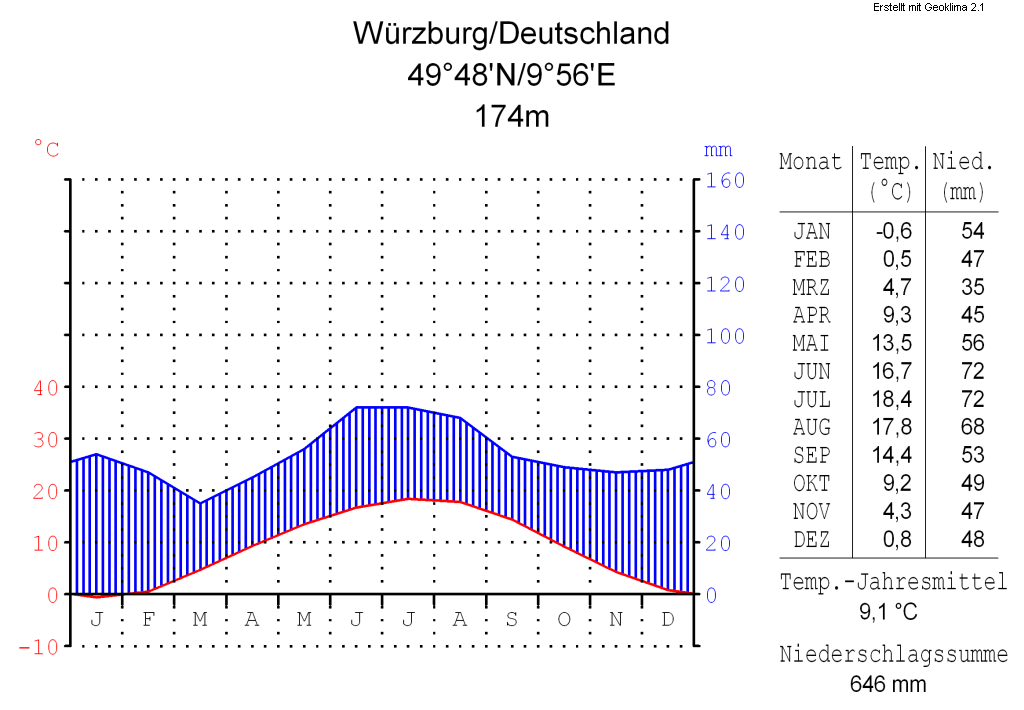
ヴュルツブルクの月別平均気温、降水量グラフ

### 気候
ヴュルツブルクの1月の平均気温は +0.6℃、7月の平均気温は +18.4℃である。年間平均気温は +9.2℃である。過去最高気温は、1921年7月28日の 38.5℃、また過去最低気温は、1956年2月10日の -24.0℃であった。

### 洪水

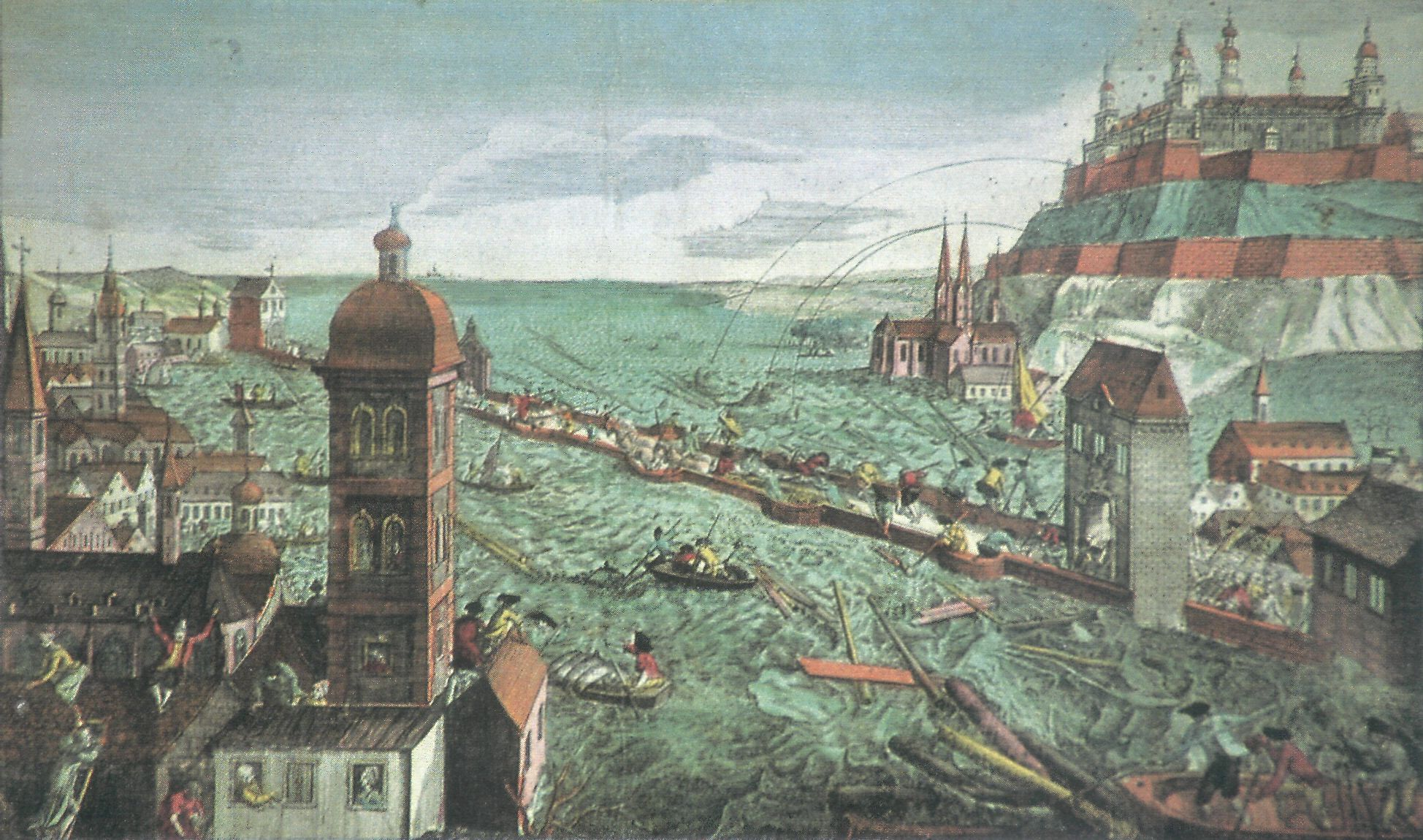
1784年の洪水の様子

洪水は、旧クレーン場の計測柱で判定される。マイン川の堤防が通常水位で、旧クレーン場の建物の壁にまで水が上がれば洪水である。
14世紀から19世紀の激しい洪水は、グラーフェンエッカートへの入り口、右側の柱に記録されている。1342年7月21日聖マグダレーネの日の千年洪水の他、1784年2月29日、1682年1月27日、1845年3月30日の洪水が記録されている。
20世紀の洪水は旧クレーン場の壁に記録されている。1909年2月7日、1920年1月16日、1970年2月25日（水位計は670cm）である。

## 歴史
紀元前1000年頃、マリエンベルクにケルト人の避難城塞が築かれていたことが証明されている。民族移動時代以後、フランク人がこの地域に定住を始めた。650年頃からヴュルツブルクはフランク王国の侯領となった。689年にアイルランド＝スコットランドからの伝道者である聖キリアン、コロナート、トットナンがこの地域で布教活動を行った。この街は704年5月1日に初めて文献上に記録された。
11世紀のヴュルツブルクの銀貨がフェロー諸島のSandurの硬貨出土品として発見されている。ドイツの地での最初の馬上槍試合は1127年にこのマイン川沿いの街で行われた。
1156年6月17日フリードリヒ・バルバロッサはヴュルツブルクで、ブルゴーニュ自由伯ルノー3世の娘でブルゴーニュ自由伯領（現在のフランシュ＝コンテ地方）の相続人であるベアトリス女伯（ベアトリクス・フォン・ブルグント）と結婚した。1168年にヴュルツブルクで開催された帝国議会でフリードリヒ・バルバロッサは司教 Herold に公としての権利を授けた。これ以後この街の司教は「司教領主」（Fürstbischof; 複数形 Fürstbischöfe）と名のり、「フランケン公」（Herzog in Franken）の称号を有した。

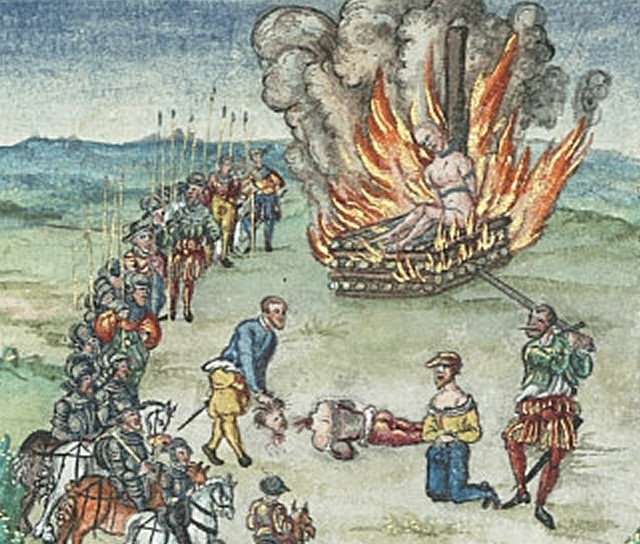
ハンス・ベームの処刑

司教領主ヨハン・フォン・エグロフシュタインは1402年12月10日「ヴュルツブルク高等学問所」(Hohe Schule zu Würzburg) としてヴュルツブルク大学を開設した。しかし、この司教領主の死後すぐに資金不足やその他の原因から教育活動は停止せざるを得なくなった。1476年7月19日、説教者のハンス・ベームが異端審問で有罪判決を受け、火あぶりに処せられた。

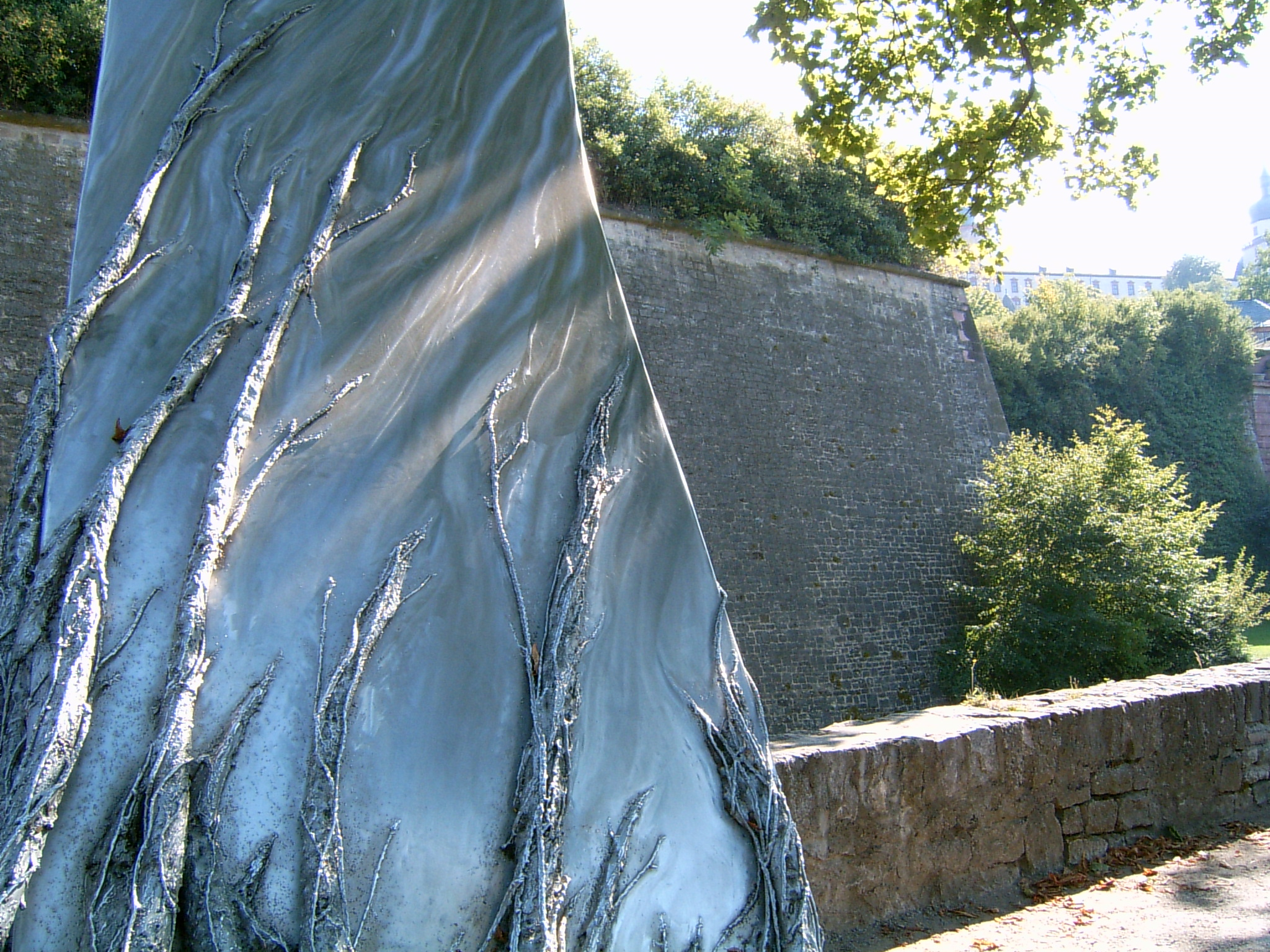
農民蜂起の記念碑

ドイツ農民戦争では、1525年5月、領主軍の立てこもったマリエンベルク要塞が農民軍によって攻撃されたが、農民軍は、やや遅れてやってきたシュヴァーベン同盟軍と大司教軍によって粉砕された。旧マイン橋とマリエンベルク要塞の間の坂道の端に農民戦争記念碑が建てられており、農民反乱軍や彼らが12箇条で宣言した信条を思い起こさせる。彼らは特に個人の自由と税や労役の軽減を願ったのである。記念碑はたくさんの根を持つ蔓が傾いた壁を上へ延びているが、上の方は枯れているというデザインがなされている。ティルマン・リーメンシュナイダーは市長として農民側を支持し、このためにマリエンベルク要塞で拷問に掛けられ、監禁された。歴史的なレストランであるホーフ・ツム・シュタッヘル（グレッセン通り）は当時反乱側の市民や農民の溜まり場であった。軒の看板には明けの明星 (Stachel) が掲げられていた。

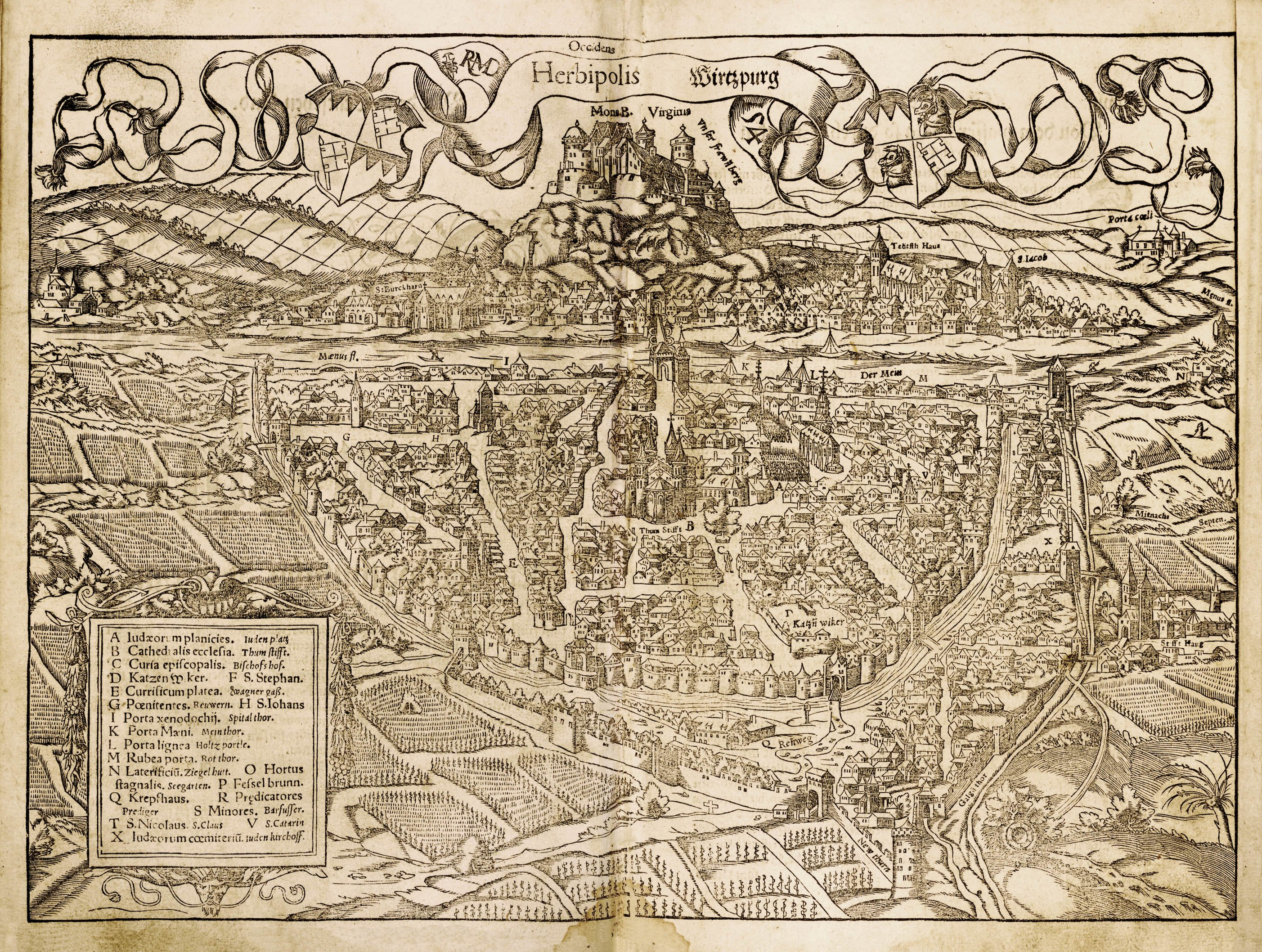
1550年のヴュルツブルク絵地図

司教領主ユリウス・エヒター・フォン・メスペルブルン（de:Julius Echter von Mespelbrunn）治下、対抗宗教改革時代の1582年にユリウス＝マクシミリアンス大学ヴュルツブルクが開設された。1630年代にはヴュルツブルクは魔女狩りの中心地の一つとなった。ヴュルツブルク司教領主フィリップ・アドルフ・フォン・エーレンベルクの治世に魔女狩りは大きな広がりを持った。1626年から1630年までがその最盛期であった。この間に司教区全体で900人以上、ヴュルツブルク市だけでも200人の「魔女」や「魔法使い」が火刑にされた。三十年戦争ではスウェーデン王グスタフ・アドルフによって1631年10月にこの街は占領された。1634年までに司教本部はその所領の大部分を回復した。

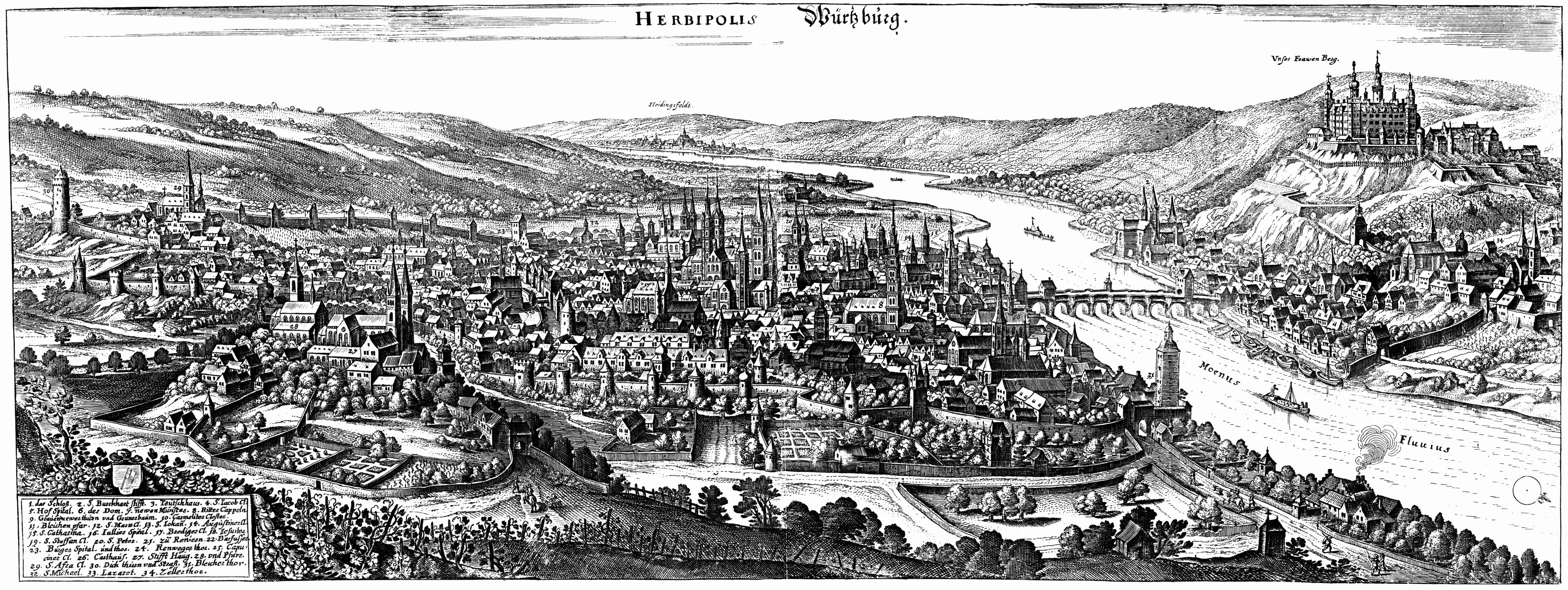
マテウス・メーリアンが描いた1650年のヴュルツブルク

ヴュルツブルクのレジデンツは1719年から1779年に建設された。1725年にはヴュルツブルクの偽化石事件が起こった（ヨハン・ベリンガー参照）。1749年6月21日、ヴュルツブルクでの最後の魔女の処刑が行われた。オーバーツェル女子修道院の副院長が火刑にされたのである。
帝国代表者会議主要決議によってヴュルツブルク市とヴュルツブルク司教領は1803年にバイエルン選帝侯領となった。ヴュルツブルクは1805年に、オーストリア皇帝フランツ1世の弟であるトスカーナ大公フェルディナンド3世を君主とするヴュルツブルク大公国の首都となった。しかし、1814年にこの街は改めてバイエルン王国領となり、同時に直轄統治都市（後の郡独立市）となった。さらにこの街には行政管区本部が置かれ、これが後にヴュルツブルク郡の原型となった。この都市はバイエルン王家のフランケン地方における離宮所在地、副首都となったのである。1817年にヴュルツブルクはウンターマイン郡の郡庁所在地となった。これは1837年からウンターフランケンと改称された。同じ年（1817年）にフリードリヒ・ケーニヒとアンドレアス・バウアーはオーバーツェル修道院に高速印刷の会社 Koenig & Bauer を創設した。1821年、ルイトポルト王子（後のバイエルン摂政）がヴュルツブルクで誕生した。1823年にヴュルツブルク水位計が稼働を始めた。これはマイン川で最初に稼働した水位計である。1895年、ヴィルヘルム・コンラート・レントゲンは、自らの名前にちなんで名付けられた電磁線（レントゲン線）を発見した。

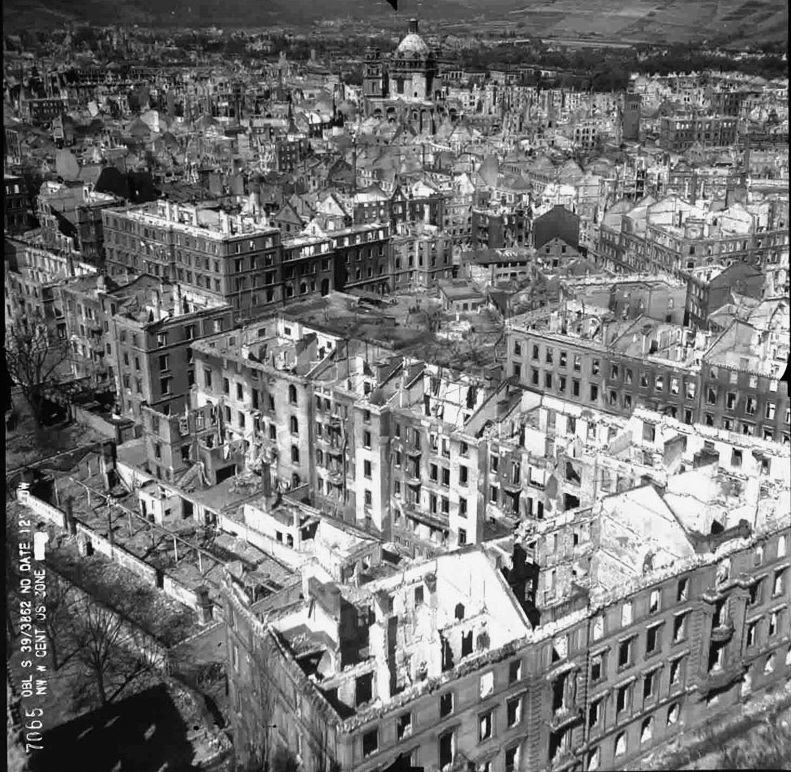
爆撃を受けたヴュルツブルク市街

1934年にヴュルツブルクは大都市となった。1945年3月16日のイギリス空軍による17分間の爆撃で5,000人以上が犠牲となった。中心部の 90%近くが破壊された。完全に破壊された街の模型と死者のうち同定できた名前はグラーフェンエッカートの入り口右側の追悼スペースに展示されている。追悼の鐘がある空爆犠牲者のための共同墓地は中央墓地の中央入口左側にある。マリア礼拝堂では、金曜日毎に戦争と空爆の犠牲者追悼活動として、昼に全世界宥和を祈る祈念集会が行われる。多くの建物が破壊前を思い起こさせる形で再建された。米軍の文化財保護司令官ジョン D. スキルトンは、建築資材不足の中、レジデンツの屋根を冬になる前に応急処置的に塞いだことで、この建物を倒壊から救った 。
旧クレーン場とクレーン岸壁の間の洪水防止壁に、ヴュルツブルクの瓦礫を取り除きヴュルツブルクの再建に貢献した人々を記念する砂岩の記念プレートが設けられた。この辺りには30kmの瓦礫廃棄用の軌道が設けられていた。瓦礫はマイン川の岸壁から船で運び出された。石材で造られたトロッコがこの時代を思い起こさせる。住居が破壊された人々は一部屋に7人ほどで暮らした。住居を失って市外に逃げたヴュルツブルク住民は「オイセンビュルガー」（外の市民）として再びヴュルツブルクに戻ることは許されなかった。
ヴュルツブルク市は、ヨーロッパ統合に多大な努力をなしたことが顕彰され、1973年にヨーロッパ賞を授与された。1990年にバイエルン庭園博がヴュルツブルクで開催された。2004年には街の創設1300年祭を祝った。

### 年表
- 650年頃 フランク王国の諸侯領が置かれる。
- 689年 アイルランドとスコットランドの修道士キリアン、コロナット、トトナンらが領主の法廷で殉教する。
- 704年 カステルム・ウィルテブルフ（in castello Virteburch; 主格形では castellum Virteburch）の名称が初めて文献に登場する[12]。
- 742年 聖ボニファティウスがヴュルツブルク司教区を設置する。
- 788年 大聖堂の完成。カール大帝臨席。
- 1168年 フリードリッヒ1世がヴュルツブルク司教を諸侯と認める。
- 1402年 大学創設。
- 1525年 農民の反乱。ヴュルツブルク市は農民の反乱を支持した。
- 1531年 彫刻家で市長、市参事会員を務めたティルマン・リーメンシュナイダーが死去。
- 1576年 代表的なフランケンワインの醸造所、ユリウスシュピタールが時の領主ユリウス・エヒター・フォン・メスペルブルン大司教によって創設される。
- 1582年 ユリウス・エヒターによってヴュルツブルク大学が再建される（ユリウス・マクシミリアン大学ヴュルツブルク）。
- 16世紀後半 魔女裁判が最盛期を迎える。1598年にヴュルツブルクで行われた魔女裁判は28件で、およそ100人が処刑された。
- 1631年 スウェーデン王グスタフ・アドルフによって占拠される。イエズス会士、フリードリヒ・シュペーが『検察官への警告』とを出版して魔女狩りの非合理性を説く。
- 1720年 大司教の居城としてレジデンツが着工される。（1744年完成）
- 1726年 都市を完全に囲む星形城壁が完成。（レジデンツの付近に現存している）
- 1802年 司教領の支配組織が解散させられヴュルツブルク大公国となる（世俗化）。
- 1810年 ライン同盟に参加。
- 1814年 バイエルン王国に併合。
- 1867年 星形城壁群が取り壊され、都市の周囲は公園となる。
- 1895年 ヴィルヘルム・レントゲンがX線を発見し、ノーベル物理学賞の初の受賞者となる。
- 1945年 第二次世界大戦が終わったとき、都市は完全に破壊されていた。
- 1991年 ICEが乗り入れ。

### 人口推移
1880年のヴュルツブルクの人口は 5万人であった。1934年に10万人を超え、これにより大都市となった。第二次世界大戦の影響で、1939年（108,000人）から1945年（53,000人）の間に人口の約半分にあたる55,000人を失った。1957年に人口は戦前の水準を回復した。以下の一覧は、各時点での市域内の人口であり、1833年までは推定値である。その後は国勢調査1、あるいは各時点での統計当局や市当局による公式な推計値である。1843年からの数値はその時点で市内にいた人口、1925年からは居住人口、1987年以後はこの街を主な居住地とする人口である。1843年以前の取り扱いは不統一なままの数値である。
| 時点           | 人口（人） |
| -------------- | ---------- |
| 1200年         | 5,000      |
| 1512年         | 5,365      |
| 1571年         | 8,590      |
| 1621年         | 9,782      |
| 1703年         | 13,883     |
| 1787年         | 18,070     |
| 1813年         | 19,925     |
| 1830年6月1日1  | 21,672     |
| 1846年12月3日1 | 22,650     |
| 1852年12月3日1 | 29,848     |
| 1855年12月3日1 | 32,598     |
| 1861年12月3日1 | 36,119     |
| 1864年12月3日1 | 41,575     |
| 1867年12月3日1 | 42,185     |
| 1871年12月1日1 | 40,005     |

| 時点           | 人口（人） |
| -------------- | ---------- |
| 1875年12月1日1 | 44,975     |
| 1880年12月1日1 | 51,014     |
| 1885年12月1日1 | 55,010     |
| 1890年12月1日1 | 61,039     |
| 1895年12月2日1 | 68,747     |
| 1900年12月1日1 | 75,499     |
| 1905年12月1日1 | 80,327     |
| 1910年12月1日1 | 84,496     |
| 1916年12月1日1 | 71,044     |
| 1917年12月5日1 | 70,923     |
| 1919年10月8日1 | 86,571     |
| 1925年6月16日1 | 89,910     |
| 1933年6月16日1 | 101,003    |
| 1939年5月17日1 | 107,515    |
| 1945年12月31日 | 52,999     |

| 時点            | 人口（人） |
| --------------- | ---------- |
| 1946年10月29日1 | 55,604     |
| 1950年9月13日1  | 78,443     |
| 1956年9月25日1  | 102,950    |
| 1961年6月6日1   | 116,883    |
| 1965年12月31日  | 122,067    |
| 1970年5月27日1  | 117,147    |
| 1975年12月31日  | 112,584    |
| 1980年12月31日  | 128,652    |
| 1985年12月31日  | 127,997    |
| 1987年5月25日1  | 123,378    |
| 1990年12月31日  | 127,777    |
| 1995年12月31日  | 127,295    |
| 2000年12月31日  | 127,966    |
| 2005年12月31日  | 129,628    |
| 2006年12月31日  | 131,320    |

1 国勢調査

### 宗教

#### キリスト教

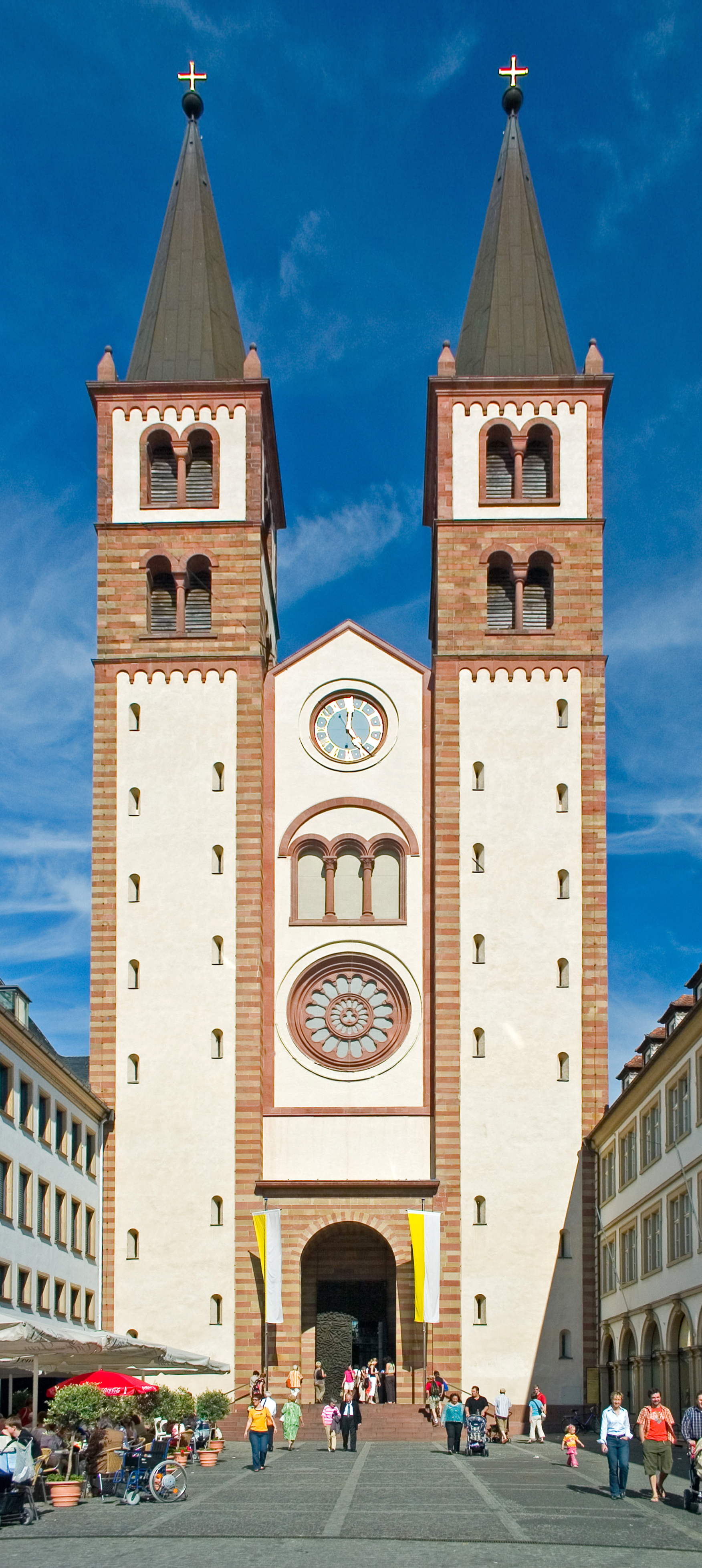
聖キリアン聖堂

ヴュルツブルクは、741年または742年に司教座が置かれた。司教は聖界のみならず、世俗の領域でも支配権を行使した（司教領主、1168年からはヴュルツブルク司教本部 (Hochstift Würzburg) と称した）。この地域の領主は司教、後の司教領主であった。
宗教改革は、一旦はこの地域でも基盤を築きつつあったのだが、とりわけ1586年からの対抗改革により、著しく抑制された。ルター派の教義の信奉者は、この都市から追放された。スウェーデン軍が占領した時代にプロテスタントは再び足掛かりを得た。1633年には、1年間だけであったが、大聖堂を明け渡したこともあった。しかし、1803年のバイエルン選帝侯の宗教令によって両派は平等に扱われることとなった。同じ年、プロテスタントは世俗化された聖シュテファン修道院の教会を手に入れた。その後いくつかの教会組織が発足した。いずれの組織も最初はバイエルンの福音派ルター派教会に属し、アンスバッハ＝ヴュルツブルク教会管区のヴュルツブルク監督管区の一部であった。現在、ヴュルツブルクにはいくつかの自由教会が自らの組織を有している。そのほとんどが福音派同盟に加盟している。1803年に世俗化されたヴュルツブルク司教領は1821年にバンベルク教会管区内の独立した司教区に再編された。市内の司祭区は、この司教区内のヴュルツブルク首席司祭区に属している。

#### ユダヤ教
ヴュルツブルクは、古いユダヤ教組織所在地の一つで、1147年に最初の記録が遺されている。最盛期は12世紀から13世紀であった。1298年、1336年から1337年、1349年に市内および周辺地域のユダヤ系住民に対する迫害運動が起こった。15世紀から17世紀までユダヤ人はこの街から繰り返し追放されている。1803年に、150年ぶりにユダヤ人家族がヴュルツブルクに定住できるようになった。1900年頃、ユダヤ人組織は最大化し、およそ2,500人の構成員を有していた。1938年11月の迫害運動により、ヴュルツブルクでは少なくとも4人の犠牲者がでた。1837年に建設されていた中央シナゴーグやその他のユダヤ教宗教関連施設が突撃隊により破壊された。現在ドーマーシュール通りの壁には記念プレートが掲げられている。1941年11月、ヴュルツブルクに残っていたユダヤ人の強制収容所への追放が開始された。1943年にはユダヤ教組織は消滅した。第二次世界大戦のわずか数年後、ヴュルツブルクに新しいユダヤ教組織が形成された。この組織は1970年、ヴァーレンティン＝ベッカー通り11番に新しいシナゴーグを獲得した。その前には、ヴュルツブルクのユダヤ人の迫害・殺害を記念するプレートが設けられた。ユーディシェン・アルタースハイムの1階には、1987年に「ウンターフランケンのユダヤ人の歴史と文化に関するドキュメンテーションセンター」が設けられた。ホロコースト以前、ヴュルツブルクには7つのシナゴーグがあった。その一つで、ザントベルガー通りに1929年に建てられた施設は現在実科学校ヤーコプ・シュトル・シューレが利用している。その内部には、かつてILBA （Israelitischen Lehrerbildungsanstalt イスラエル教育者養成組織）のリーダーで、強制収容所に抑留された後アメリカに移住したヤーコプ・シュトルの記念碑がある。他のシナゴーグ跡であるハイディンゲンのツィンデルガッセ / エッケ・デュレンベルクの1986年に記念柱が建てられた。2006年10月23日に5年の建設期間を経て新しい、「シャロム・エウローパ」という名のユダヤ教団・文化センターが開館した。教団の構成員は、Kontingentflüchtlingeによって約1,100人増加した。

#### イスラム教
2005年、Ahmadiyya 教団によってエディット・シュタイン通りに Baitul Alim モスクが建設された。

#### その他の宗教
ヴュルツブルクは、宗教運動ユニヴァーサル・ライフの本部がある。

## 行政
この都市はその創設期からすでに市議会と市長が行政運営を行っていた。議会は1256年からあったことが証明されている。その議長が Schultheißと呼ばれた。後に議会は「アルテ・ラート」と「ノイエ・ラート」の2つの分かれた。アルテ・ラートはオーバーラートとも呼ばれ、司教の管理下にあり、ノイエ・ラートにほとんど権限はなかった。農民戦争以後は市民の自由はほぼ完全に制限された。レジデンツの下にある緑地に建てられた記念碑が農民戦争を思い起こさせる。市のトップはその後は司教が任命する Stadtschultheiß となった。18世紀初め2つの議会は一つの合議体に統合された。しかし1818年にこの都市はバイエルンの市町村令により独立した自治体となった。これ以後、市行政のトップは Erste Bürgermeister（第1市長）となり、1920年からは上級市長の肩書きが与えられることとなった。
第二次世界大戦後の第1市長、上級市長は以下の通り。
- 1945年 -1946年: グスタフ・ピンケンブルク
- 1946年: ミヒャエル・マイスナー
- 1946年 - 1948年: ハンス・レフラー
- 1948年 - 1949年: カール・グリューネヴァルト
- 1949年 - 1956年: フランツ・シュターデルマイヤー
- 1956年 - 1968年: ヘルムート・ツィンメラー
- 1968年 - 1989年: クラウス・ツァイトラー
- 1990年 - 2002年: イュルゲン・ヴェーバー
- 2002年 - 2008年: ピア・ベックマン
- 2008年 - 2014年: ゲオルク・ローゼンタール
- 2014年 - : クリスティアン・シューヒャルト

### 市議会
2020年の選挙結果に基づくヴュルツブルク市議会の党派別議席数は以下の通り。
- CSU 15 議席
- SPD 4 議席
- Bündnis 90/Die Grünen 16 議席
- Würzburger Liste-Die Freien Wähler 2 議席
- FDP 2 議席
- Bürgerforum Würzburg 1 議席
- Freie Wählergemeinschaft Würzburg/Ökologisch-Demokratische Partei 3 議席
- Die Linke 3 議席
- ÖDP 2 議席
- AfD 2 議席
- Zukunft für Würzburg 1 議席

### 紋章
ヴュルツブルク市の紋章は黒字に、斜めに配置され、矩形に切り込みを入れた、赤と金の市松模様に四分割された旗が銀の竿に付けられている。
紋章の旗の色は16世紀中頃に現れる。このデザインは旧フランケン公の旗を扱ったものだが、配色は異なっていた。さらに公の旗は四分割されてはいなかった。1570年以降の市の印章では例外なく現在の色が使われている。

### 姉妹都市
ヴュルツブルク市は以下の都市と姉妹都市協定を結んでおり、ホイヒェルホーフ区には、姉妹都市にちなんだ通りがある。
- カーン（フランス、カルヴァドス県）1962年
- ダンディー（イギリス）1962年
- ロチェスター（アメリカ合衆国、ニューヨーク州）1964年
- ムワンザ（タンザニア、ムワンザ州）1966年
- 大津市（日本、滋賀県）1979年
- サラマンカ（スペイン、サラマンカ県）1980年
- ズール（ドイツ、テューリンゲン州）1988年
- ウメオ（スウェーデン、ヴェステルボッテン県）1992年
- ブレイ（アイルランド、ウィックロー県）1999年
- Trutnov（チェコ、フラデツ・クラーロヴェー州）2008年（保護協力関係は1956年から）

## スポーツ
ヴュルツブルクには水泳クラブ SVヴュルツブルク05がある。このクラブの男子水球チームは5回ドイツチャンピオンになり、ドイツ水球リーガDWLでプレイしている（2006 / 2007年シーズン）。アニカ・ルルツとトーマス・ルルツはともに、SVW 05年のドイツ水泳シーンの特別選手に選ばれた。
卓球では、卓球ブンデスリーガでプレイするミュラー・ヴュルツブルク・ホーフブロイが代表的存在である。男子第1チームは2005年6月19日に初めてドイツチャンピオンになった。
バスケットボールは、ヴュルツブルクのチームは長年バスケットボール・ブンデスリーガ (BBL) でプレイしていた。ヴュルツブルクのチームでプレイしたバスケットボール選手には、NBAプレイヤーのダーク・ノヴィツキー、バスケットボールドイツ代表のロベルト・ガレットやデモンド・グレーンがいる。かつての1部リーグのチームは7年間BBLでプレイしていたが、2004/2005年シーズンに破産の届け出をした。これを引き継いだUSC マインフランケン・バスケットはブンデスリーガ2部で足掛かりを得ようとしたが失敗した。1年間の休止後、2人の熱心な経営者の支援を得たSCホイヒェルホーフ・ヴュルツブルク・バスケットがプロ・バスケットチーム編成を目指している。
サッカーでは、ともにサッカー・ブンデスリーガ2部リーグでプレイしたことのある伝統的なライヴァルチーム、ヴュルツブルガーFVとヴュルツブルガー・キッカーズが主なチームである。
ヴュルツブルクおよびその周辺では柔術が盛んである。ハイディンクスフェルトでは成功した大会が開催され、オーバーデュルバッハ・スポーツクラブの柔術部門は、世界チャンピオンに2回、準チャンピオンに1回の成果を収めている。
自転車競技はラートスポーツゲマインシャフト・ヴュルツブルク（ヴュルツブルク自転車スポーツ協会）によって振興が図られている。通常のサイクリング「マインフランケン・ツアー」の他、毎年「キリアニ・ラーデンツアー」が開催されている。その他にこの協会は、定期的にロードバイクやマウンテンバイクの公開トレーニングを開催している。
トゥルンゲマインデ・ヴュルツブルク（ヴュルツブルク体操協会）のレーンラート部門は大変アクティブに活動をしている。州や連邦レベルの大会で多くの成功を収めたほか、その選手は国際的にトップクラスにある。クラウディア・レンツは1997年の音楽付ラート部門の女子世界チャンピオンとなった。イザベル・グラムスはレーンラート世界チャンピオン大会2006のジュニアクラスで3位を獲得した。
毎年春に2回有名なランニングの大会が開催され、それぞれ何千人ものランナーが参加する。ヴュルツブルク・レイジデンツラウフは毎年4月に行われる大会で、レジデンツを4周、約10kmのレースである。5月にはヴュルツブルク・マラソンが開催される。これは市内を異なった形で都合2周するマラソン距離のレースである。
2006 FIFAワールドカップでは、ヴュルツブルクはガーナ代表チームの合宿地となった。
これらの他に、ホッケー・ウント・テニス・クラブ・ヴュルツブルク (HTCW) がある。この男子第1チームは、レギオナルリーガ2部に昇格の予定である。またこのクラブの男子ジュニアチームは多くの地域レベル、ドイツレベルのタイトルを獲得している。たとえば1990年と1991年のシーズンには4度のバイエルン・チャンピオン、1度の南ドイツ・チャンピオンになっている。

## 経済と社会資本

### 主要雇用主
この都市は単科大学、ユリウス＝マクシミリアンス総合大学、音楽大学、専門単科大学に5,500人以上の知識・技術系従業員、公務員、間接部門の職員が勤務している（2003年現在）。その次に大きな雇用主は約5,000人の職員・公務員を擁するヴュルツブルク市自身である。

### 経済
工業分野での大雇用主は、世界最大の印刷機メーカーの一つであるケーニヒ&バウアーAG (KBA) である。ヴュルツブルクにはドイツの橋形クレーンのリーディングカンパニーであるNOELL社の生産、管理部門もある。この他、建築トラスや鋼鉄・ガラス資材で知られるMERO社の本社もヴュルツブルクにある。他の地元企業としてはヴュルツブルガー・ホーフブロイがある。大規模な商業施設としてはドゥッテンホーファー・グループが挙げられる。フォーゲル・メディエン・グループは本社をヴュルツブルクに置いている。また、この地域のための小規模な私立銀行フュルストリヒ・カステルシェ・バンクの本社もヴュルツブルクにある。
港湾工業地域、アウミューレ工業地域、ヴュルツブルク東工業地域にはおおむね中小企業の工場・企業がある。
大規模工業・建設製造業が位置するシュヴァインフルトとは異なり、ヴュルツブルクはこの地域のサービスセンターである。2008年6月時点の失業率は 5.5% である。

### 職業構造
| 職種                   | 社会保険支払い義務のある従業員数 | 比率    |
| ---------------------- | -------------------------------- | ------- |
| 農林水産業             | 300                              | 0.4 %   |
| 鉱業                   | 0                                | 0.0 %   |
| 加工業                 | 13,732                           | 19.8 %  |
| エネルギー・水供給     | 692                              | 1.0 %   |
| 建設業                 | 2,966                            | 4.3 %   |
| 商業                   | 14,078                           | 20.3 %  |
| 観光・接客業           | 2,459                            | 3.6 %   |
| 交通・通信業           | 3,941                            | 5.7 %   |
| 金融・保険業           | 3,099                            | 4.5 %   |
| 企業サービス、不動産業 | 21,593                           | 31.1 %  |
| 公共、行政、その他     | 6,433                            | 9.3 %   |
| 計                     | 69,293                           | 100.0 % |

ヴュルツブルク市内の労働者 2002;

### 交通
ヴュルツブルクは歴史的重要な交通の結節点である。元々はマイン川が交通センターの役割をもたらしたのであるが、現在ではアウトバーンとドイツ鉄道が決定的な役割を果たしている。

#### 道路交通
| A 3  | オランダ国境 – ルール地方 – フランクフルト・アム・マイン – ヴュルツブルク – ニュルンベルク – レーゲンスブルク – パッサウ - オーストリア国境                 |
| A 7  | デンマーク国境 – ハンブルク – ハノーファー – カッセル – ヴュルツブルク – ウルム – フュッセン - オーストリア国境                                             |
| A 81 | ヴュルツブルク – ハイルブロン – シュトゥットガルト – ジンゲン (ホーエンツヴィール)                                                                          |
| B 8  | オランダ国境 – ルール地方 – フランクフルト・アム・マイン – ヴュルツブルク – ニュルンベルク – レーゲンスブルク – オーストリア国境                            |
| B 13 | ヴュルツブルク – アンスバッハ – アイヒシュテット – インゴルシュタット – ウンターシュライスハイム – ミュンヘン – バート・テルツ – ジルヴェンシュタイン人造湖 |
| B 19 | アイゼナハ – メルリヒシュタット – ヴュルツブルク – ウルム – オーベルストドルフ – オーストリア国境                                                           |
| B 22 | ヴュルツブルク（マインフランケンパーク） – バンベルク – バイロイト – ヴァイデン・イン・デア・オーバープファルツ – カーム                                    |
| B 27 | ブランケンブルク – ゲッティンゲン – フルダ – ヴュルツブルク – ルートヴィヒスブルク – シュトゥットガルト – テュービンゲン – ドナウエッシンゲン – スイス国境  |

 路線名の略号「A」はアウトバーン、「B」は連邦道である。
A3号線のヘルムシュタット・インターチェンジからカールシュタット、アルンシュタットを経由してA7号線のヴェルネック・ジャンクションに至るB26n号線が計画中である。また、レンクフェルト区ではB19号線の新しい出入り口を建設中である。

#### 公共旅客輸送

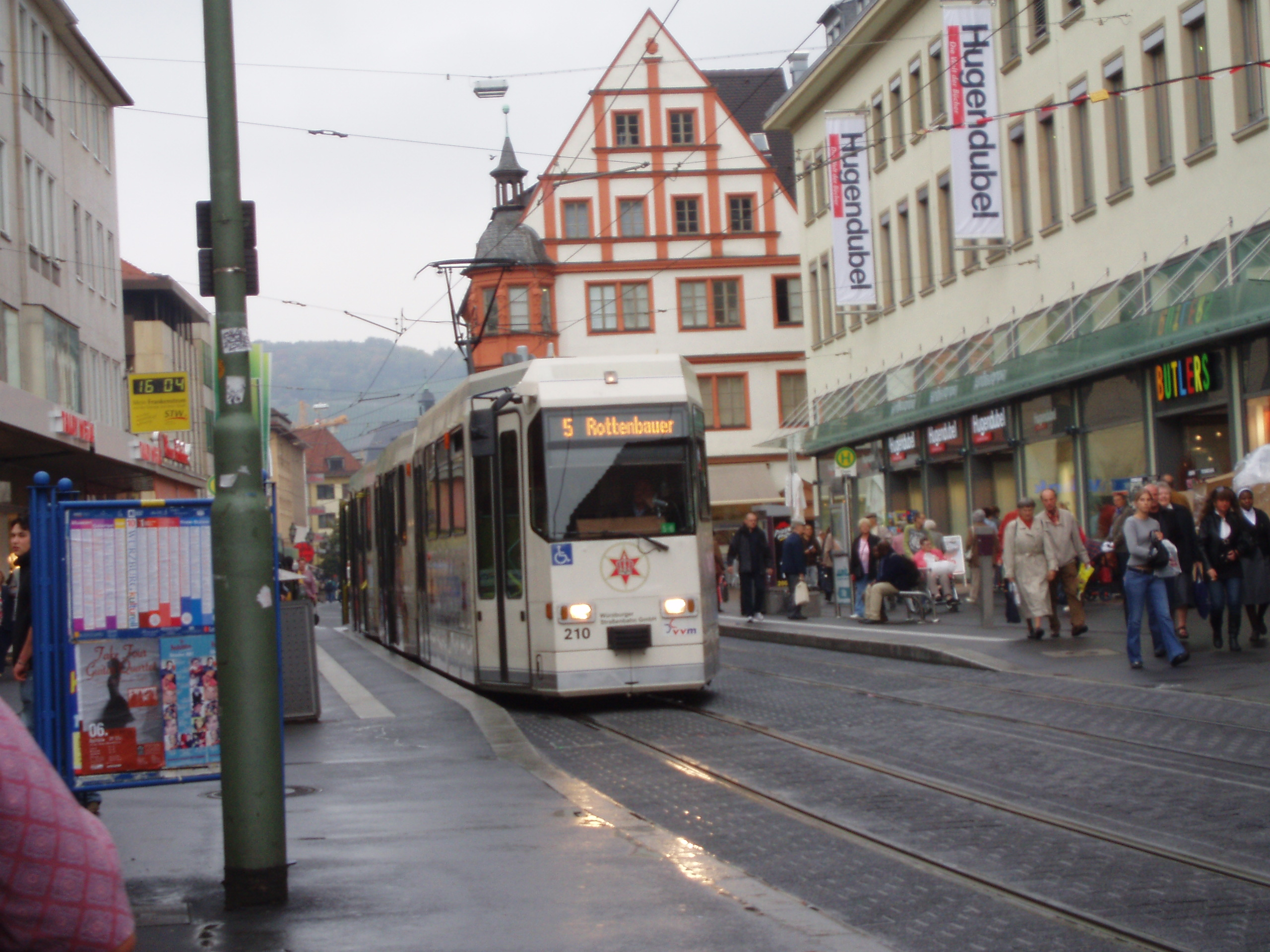
ヴュルツブルクの市電

ヴュルツブルク市内は周辺の郡部を同じくマインフランケン交通連盟に組み込まれている。このサービス地域内では、すべての旅客路線に同一の料金表が適用される。このサービス地域は2009年2月1日までにキッツィンゲン郡にまで拡大される予定である。さらに他の近隣の郡へ拡大の意向はあるのだが、具体化はしていない。また、この交通連盟ではライン＝ネッカー交通連盟との乗り入れ調整も行っている。
ヴュルツブルクの旅客輸送の骨格は総延長19.7kmの5本の市電路線（ヴュルツブルク市電）によって形成されている。1989年に開通したホイヒェルホーフの路線が最も新しい路線であるが、その後の1996年にはロッテンバウアー区で既存路線の延長がなされている。また、近い将来に新線が設けられ、大学病院への市電によるアクセスが改善される予定である。他の市区や周辺市町村への接続も慎重に検討されている。具体的にはフープラントへの新線がその議題となっている。
さらにヴュルツブルクには多くの市内バスや地域交通バス路線がある。バス路線は、いくつかのバス会社によって運営されている。乗り合いバスの主な接続ポイントは、中央駅のバスステーションである。

#### 鉄道交通

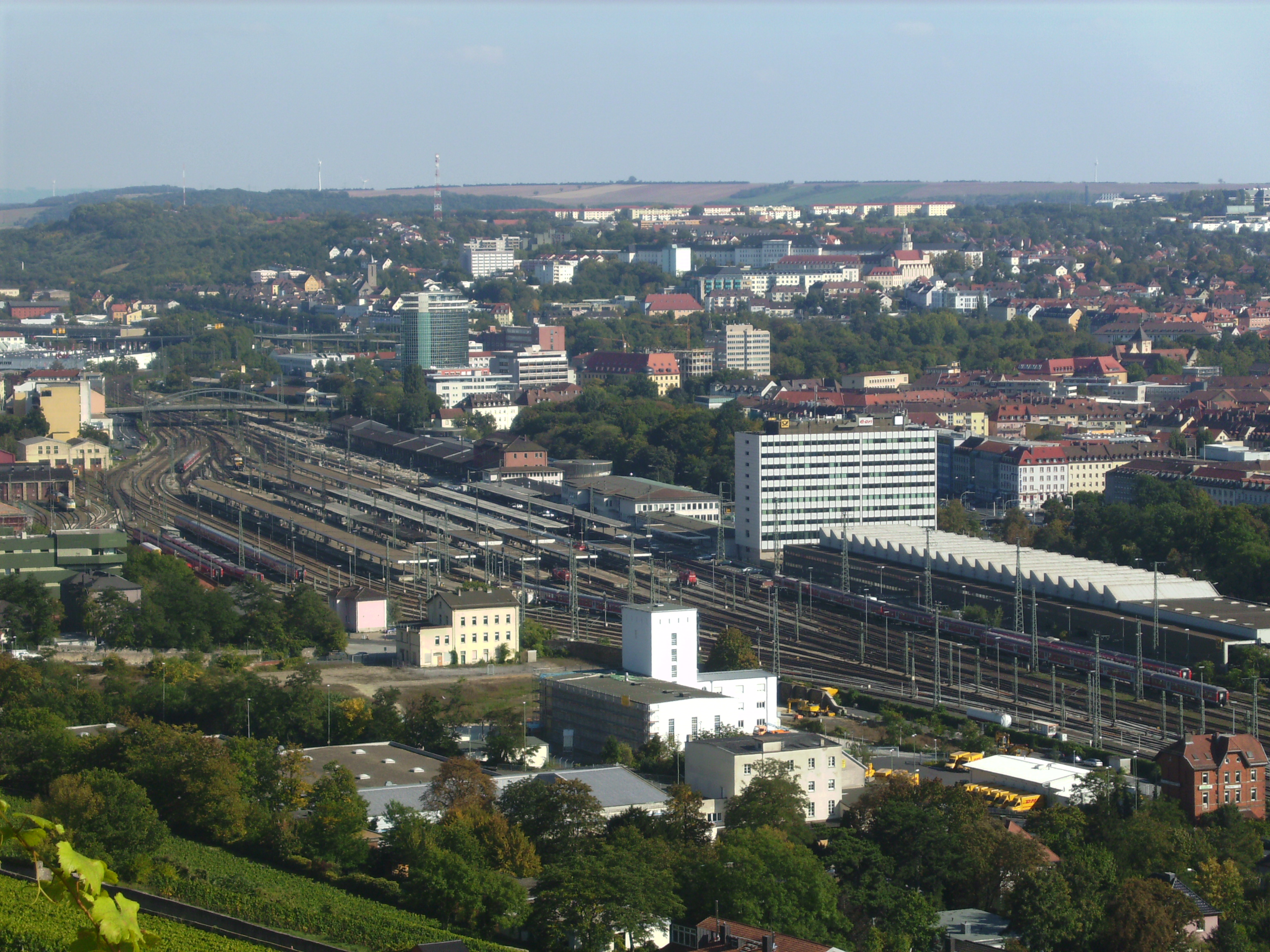
ヴュルツブルク中央駅

ヴュルツブルクはドイツ鉄道の旅客輸送の全国的な接続ポイントである。ドイツ最初の高速鉄道路線であるハノーファー-ヴュルツブルク高速線が接続し、南北を結ぶハンブルク、ブレーメン、ハノーファー、カッセルからニュルンベルクやミュンヘンへの路線や、北西のルール地方やラインラント地方あるいはフランクフルト・アム・マインから南東のレーゲンスブルク、パッサウ、ウィーン、さらにはブダペストへの路線が交差する。北、西、東へ少なくとも1時間に1本は長距離列車が発着している。
ヴュルツブルク中央駅の駅舎は1950年代に建てられ、わずかな改造しかなされていない。このため近代化が必要であり、市は1990年代からすでにその計画を立てているのだが、未だに実現していない。ヴュルツブルク中央駅の他に南駅とツェル駅があるが、重要度は低く、レギオナルバーンが発着するだけである。
貨物輸送については、2005年2月に操車場が廃止されたことで、ヴュルツブルクは結節点としての機能を完全に失った。

#### 航空交通
スポーツ機は市内中心部から北西3.5kmのヴュルツブルク＝シェンケントゥルム飛行場や、ヘルマン・ケール航空グループが運営する5km離れたヘットシュタット特殊飛行場で離着陸できる。ビジネス・ジェット機はヴュルツブルク郡のギーベルシュタット飛行場を利用する。この空港は少し前まで米軍の軍用飛行場であった。

### メディア

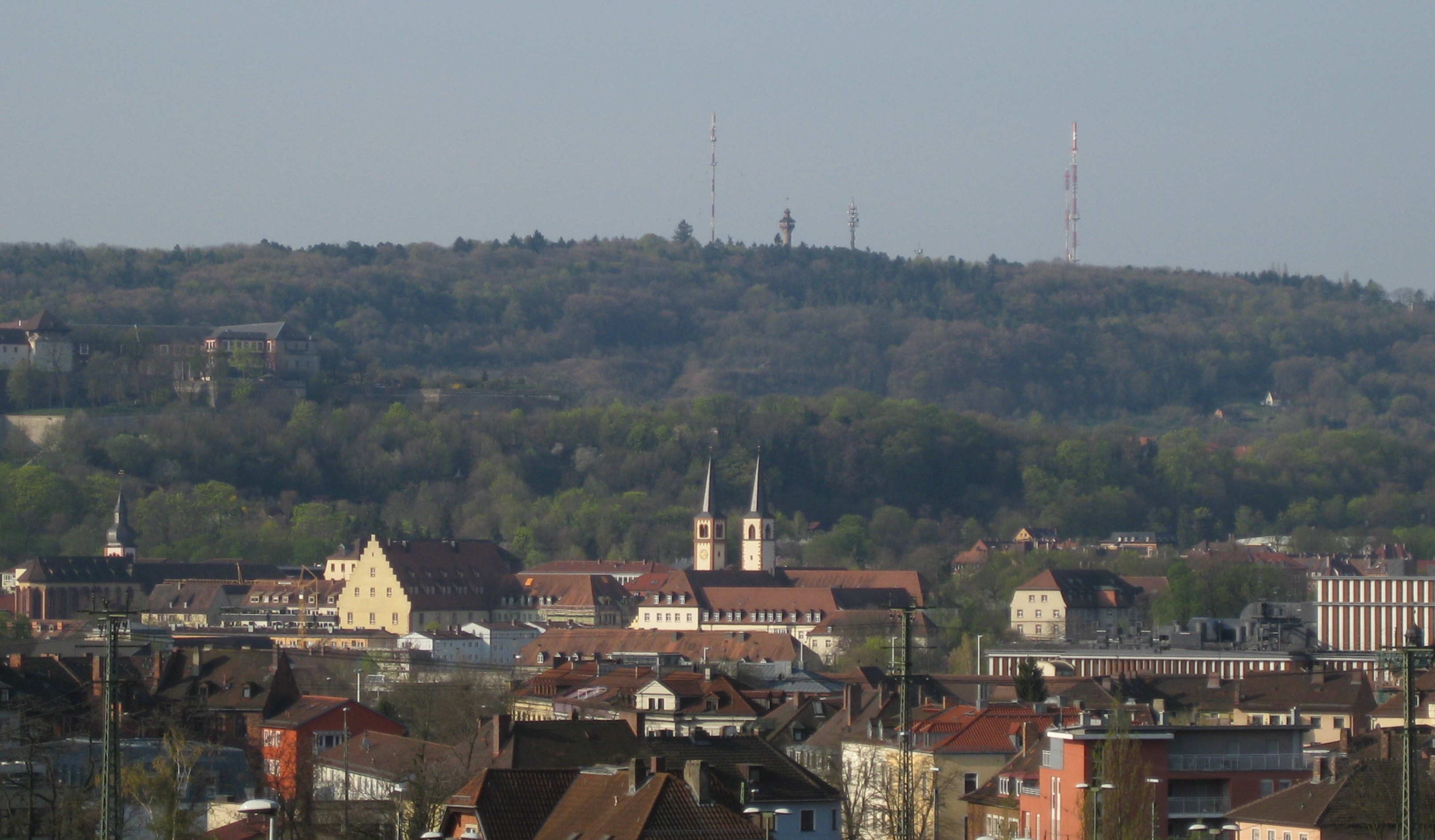
背後の山がフランケンヴァルテ。山頂には送信塔が建っている。

バイエルン放送 (BR) は、ヴュルツブルクでスタジオ・フランケンのマインフランケン地方スタジオを運営しており、フランケンヴァルテには超短波、中波、DVB-Tの送信施設を有している。これは張り線で補強された高さ111mの鉄塔である。地方スタジオにはラジオスタジオが2つとテレビスタジオが1つある。ここでは月曜日から金曜日までバイエルン1のウンターフランケン向け地方プログラム『ミットタークス・イン・マインフランケン』（マインフランケンの昼間）が制作されている。また、火曜日と木曜日にはヴュルツブルクからバイエルン2のノルトケッテ・フランケン（フランケン北部）版の『ハイマートシュピーゲル』（故郷の鏡）が放送される。さらに必要に応じてラジオプログラム制作のための地方レポートがヴュルツブルクからニュルンベルク、ミュンヘンあるいはその他のドイツ公共放送連盟 (ARD) のスタジオに供給される。これに加えてBRのマインフランケンTVスタジオはARDに映像を提供してもいる。
1999年まで中波放送に520kHzの周波数が使われていた。この周波数は正式な中波放送帯ではなく、200Wの出力でヴュルツブルクとホーフで同じ周波数を使用した場合の中波帯拡張試験として放送されていたものである。多くの新型モデルのラジオでは520kHzの放送は受信することができず、1999年以降は 729kHzが使われている。
この街には、106.9ラジオ・ゴングとシャリヴァーリ.fm（ラジオ・オペラ）を運営する Funkhaus-Würzburg-Studiobetriebs-GmbH がある。これはマインフランケン地方に定期的に情報を供給している。
1987年から、TVツアーリンクという名のテレビ放送局がある。この放送局は単なるケーブルテレビ局ではなく、フランケン-SAT経由でも受信できる。かつてはヴュルツブルクに交互にローカルTVを放送する2つの送信所があった。マイン・ポスト新聞社グループのラジオ・テレビジョン・ウンターフランケン (RTU) もこの街にある。
米軍放送局として2008年7月までAFNが中波 1143kHz、超短波 104.9MHzで米軍駐屯地エリア内向けに放送されていた。この周波数での放送は存続しているが、シュヴァインフルトからの放送となっており、ヴュルツブルクでは受信することができない。
1992年までヴュルツブルクにあったもう一つの放送局はラジオ W1という名であった。この放送局は1987年5月8日に放送を開始し、マイン・ラジオ（現在のラジオ・シャリヴァーリ）やラジオ・マインラント（現在のラジオ・ゴング）とともに超短波の周波数を共有していた。1992年10月1日にこの放送局は独自の周波数 95.8MHzを割り当てられた。しかしこの放送局は1992年10月1日に主に財務上の理由で放送を停止した。この周波数は2008年3月31日までは24時間民謡番組ラジオ・メロディが用いており、2008年11月21日から若者向けのラジオ エゴFMがスタートした。
さらに 92.1MHzのクラシック・ラジオがある。
日刊紙にはマイン＝ポスト (Main-post) とカトリック系のフォルクスブラット（Volksblatt、発行部数約12,000部）が刊行されている。これらはヴュルツブルク/ホイヒェルホーフに本社を置くマイン＝ポスト出版グループ（ホルツブリンク出版グループ傘下）が販売している。この出版社からは、タブロイド判地方週刊紙『ブルヴァール・ヴュルツブルク』(Boulevard Würzburg) が2004年1月29日に発刊された。この雑誌は2007年3月1日からノイン7 (neun7) と改名した。マイン＝ポスト出版グループはまた、毎週水曜日にマインフランケンの各世帯に無料で配布されるウンターフランケン最大（発行部数 625,000部以上）の消費者マガジン『マルクト』 (Markt) を発行している。
無料の広報誌には他に『ヴォブ』（wob、水曜日に市内およびヴュツブルク郡で配布）や『プリマゾンターク』（primaSonntag、日曜日に市内でのみ配布）がある。
マインフランケン地方の文化イベントについては月刊誌『レポレロ』(Leporello) に情報が掲載される。またIVW（情報や広告の審査を行う機関）の審査を受けた『フリッツ — ダス・マガツィーン』(FRIZZ — Das Magazin) が2003年から毎月刊行されている。この雑誌は無料で、市内や周辺地区での約700件の情報が掲載されている。この雑誌は Bewegungsmelderverbund（ムーヴメントに関する報道同盟）の一員であり、ライフスタイル、文化、音楽などのイベント情報から大学食堂のメニューまで載せている。この他2007年1月25日からはテレビ番組情報も掲載されている 『機シティ』(Xity) も発行されている。この雑誌はイベント、ニュース、市の告知が掲載されている。また無料でバックナンバーを入手することも可能である。
年に4回（1月、4月、7月、10月）にヴュルツブルク＝マクシミリアン大学の季刊紙『ブリック』(Blick) が職員、学生、一般向けに刊行されている。主に研究テーマについて情報提供している。2006年7月までは大学新聞『ユリウス』(Julius) が無料で配布されていたが、このプロジェクトは財政難から廃止された。これを引き継いだ大学新聞は2006年12月に発刊された。初めは単に『ヴュルツブルク大学新聞 第1号』(Erste Würzburger Studentenzeitung) という名で刊行されたのだが、やがて『マックス＆ユリウス』(Max & Julius) という名が付けられた。以前のユリウス同様、定期的に大学でのできごとや、街の重要なテーマについて学生達に伝えている。
ヴュルツブルクの単科大学では、月間の大学新聞『シュプラハロール』(Sprachrohr) や年4回刊行の雑誌『ウニマックスX』（UnimaxX、発行部数10,000）および学期毎（年2回）の『ユニガイド』（Uniguide、発行部数15,000部）が発行されている。国際文化に興味のある市民に対しては芸術、文化、知識、政治をテーマとする文化誌『シュトゥーポア・ムンディ』(Stupor Mundi) が多言語レイアウトで刊行されている。

### 教育と研究

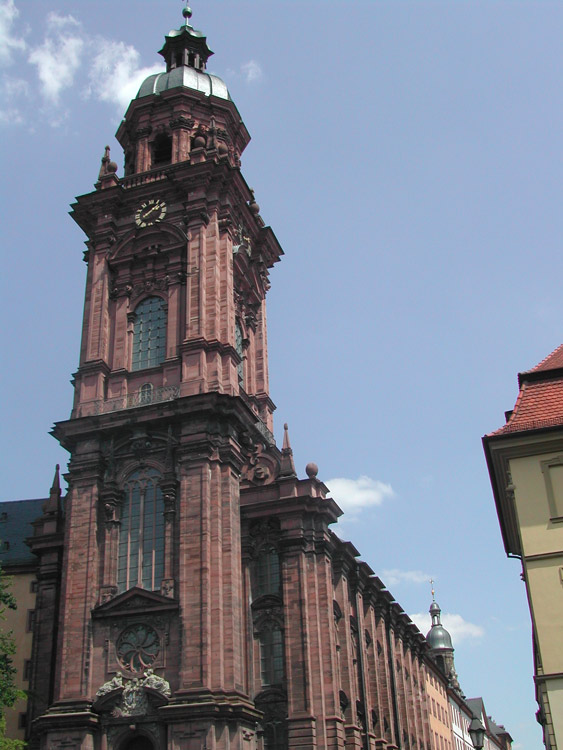
ユリウス＝マクシミリアン大学の講堂・式典ホール

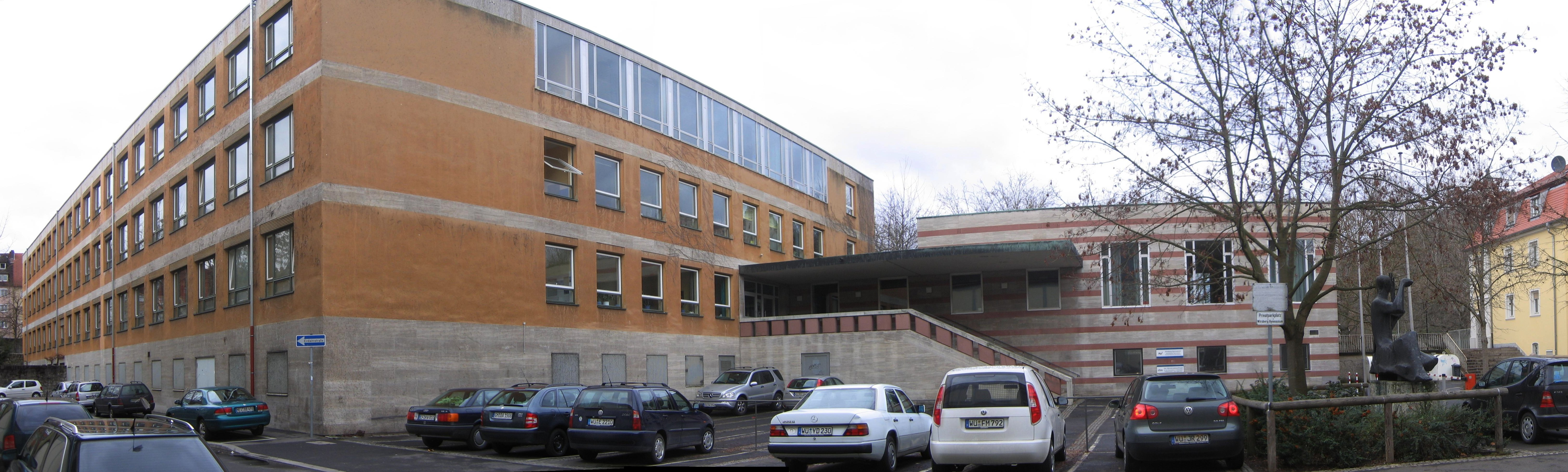
ヴィルスベルク・ギムナジウム

- ユリウス＝マクシミリアン大学（Julius-Maximilians-Universität、日本ではヴュルツブルク大学と呼ばれている） — 1402年設立、1582年再建のドイツで最も古い伝統を有する大学の一つであり、1802年からバイエルン公立大学となった。30以上の学生組合があり、「学生組合の砦」と呼ばれることもある。ヴュルツブルク大学で教えた著名人にはフリードリヒ・シェリングなどの他、X線の発見で1901年に第1回ノーベル物理学賞を受賞したヴィルヘルム・レントゲン、アドルフ・オイゲン・フィック、エルンスト・レーマクなどがいる。また人物には、シーボルト、フリードリッヒ・オットー・ショット、小林宏晨らがいる。
- ヴュルツブルク音楽大学 (Hochschule für Musik Würzburg) — 1804年に総合大学の音楽部門として設立された。ドイツで最も古い音楽の専門教育機関である。1821年に王立音楽研究所、1875年に王立音楽院、1912年に王立コンセルヴァトワール、1921年にバイエルン州立コンセルヴァトワールおよび音楽専門アカデミーと変遷し、1973年に現在の音楽大学という名称になった。2001年にヴュルツブルク音楽専門アカデミーが併合された。
- ヴュルツブルク＝シュヴァインフルト専門単科大学 (Fachhochschule Würzburg-Schweinfurt) — 1971年に工業専門大学ヴュルツブルク校とシュヴァインフルト校を母体として設立された。1995年にアシャッフェンブルク校も合併したが、2000年10月1日に再び独立した。
- フラウンホーファー・ケイ酸塩研究所 (ISC)
- 応用エネルギーについてのバイエルンセンターe.V. (ZAE Bayern)
- BioMed/Zmk バイオ技術・バイオ医療に関するイノヴェーション・基礎研究センターおよび Zmk 先進的コミュニケーション・テクノロジーセンター
- 学校 — ヴュルツブルクには多くの学校があり[17]、ギムナジウムが9校ある。
  - ドイチュハウス・ギムナジウム
  - フリードリヒ・ケーニヒ・ギムナジウム
  - マティアス・グリューネヴァルト・ギムナジウム
  - モーツァルト・ウント・シェーンボルン・ギムナジウム
  - リーメンシュナイダー・ギムナジウム
  - レントゲン・ギムナジウム
  - シーボルト・ギムナジウム
  - ザンクト・ウルズラ・ギムナジウム
  - ヴィルスベルク・ギムナジウム

1990年代末から、学校環境が大きく変化している。原因の一つは社会の変化（基礎課程・本課程学校の学生数減少）であるが、他方では学校運営にかかる大きな経済的負担からヴュルツブルク市が学校運営から手を引き始めている事による。

## 米軍
1945年から2008年までヴュルツブルクは米軍の駐屯地であった。エメリー兵舎（1990年まで）、ヒンデンブルク兵舎（1990年まで）、ファウレンベルク兵舎（2006年まで）、ライトン兵舎（2008年まで）があり、6,000人の兵士が3,000人の家族とともに住んでいた。ライトン兵舎は第1歩兵師団司令部があった。この師団は、4つの旅団戦闘団のうち3つがフランケンおよびオーバープファルツ（シュヴァインフルト、キッツィンゲン、フィルゼック）に駐屯している。4つのめの旅団はカンザス州フォート・ライリーにいる。以前はシュヴェツィンゲンやキッツィンゲンおよびその他のドイツ国内の米軍駐屯地と同じく第3歩兵師団の一部が駐留していた。
その他以下の部隊がヴュルツブルクの兵舎に駐留していた。
- 第98地方支援軍（ファウレンベルク兵舎）
- 第417基地支援大隊（ライトン兵舎）
- 第101軍情報部大隊（ライトン兵舎）
- 第1憲兵隊
- 第69通信大隊（ライトン兵舎）

アメリカ陸軍の再編は、ヴュルツブルクに大きな変化をもたらした。この改革で第1歩兵師団は、その大部分が合衆国内カンザス州フォート・ライリーの基地に戻されることになったのである。この結果、ファウレンベルク兵舎は閉鎖され、2006年までにドイツ政府の不動産管理部局に土地が返還されることとなった。公式な撤退は2006年7月6日になされた。米軍全体は2008年9月までに撤収することとなった。2008年5月13日に合衆国の旗が降ろされた。最後の鍵の譲渡は2009年1月14日のセレモニーで行われた。土地は2007年10月からすでに連邦政府の不動産管理部局の所有となっていた。
キッツィンゲン同様、ヴュルツブルクでも土地の友好的な転換について現実的な議論が重ねられた。この土地は新しい小市区「ライトン・バラックス」となった。アルトシュタット（旧市街）に匹敵する広さ (135ha) のこの土地の利用法についてアイデア・コンクールが開催された。2016年の庭園博に立候補したが、落選した。
さらに米軍欧州司令部管轄下にある3つの病院の一つであるヴュルツブルク病院も2007年10月に譲渡された。この建物はライトン・バラックスからわずか10分ほどの距離にある。
米軍兵士とその家族は、この街の重要な経済因子であり、軍施設は少なからぬ雇用を創出していた。軍の撤退により、中小企業からなるこの街は大きな不安を抱えている。また、米軍兵士とヴュルツブルク市民との間の無数の個人的つながりが撤退により疎遠になることも看過できない点である。

## 文化と見所
この町はロマンチック街道の起点である。

### 演劇と劇場

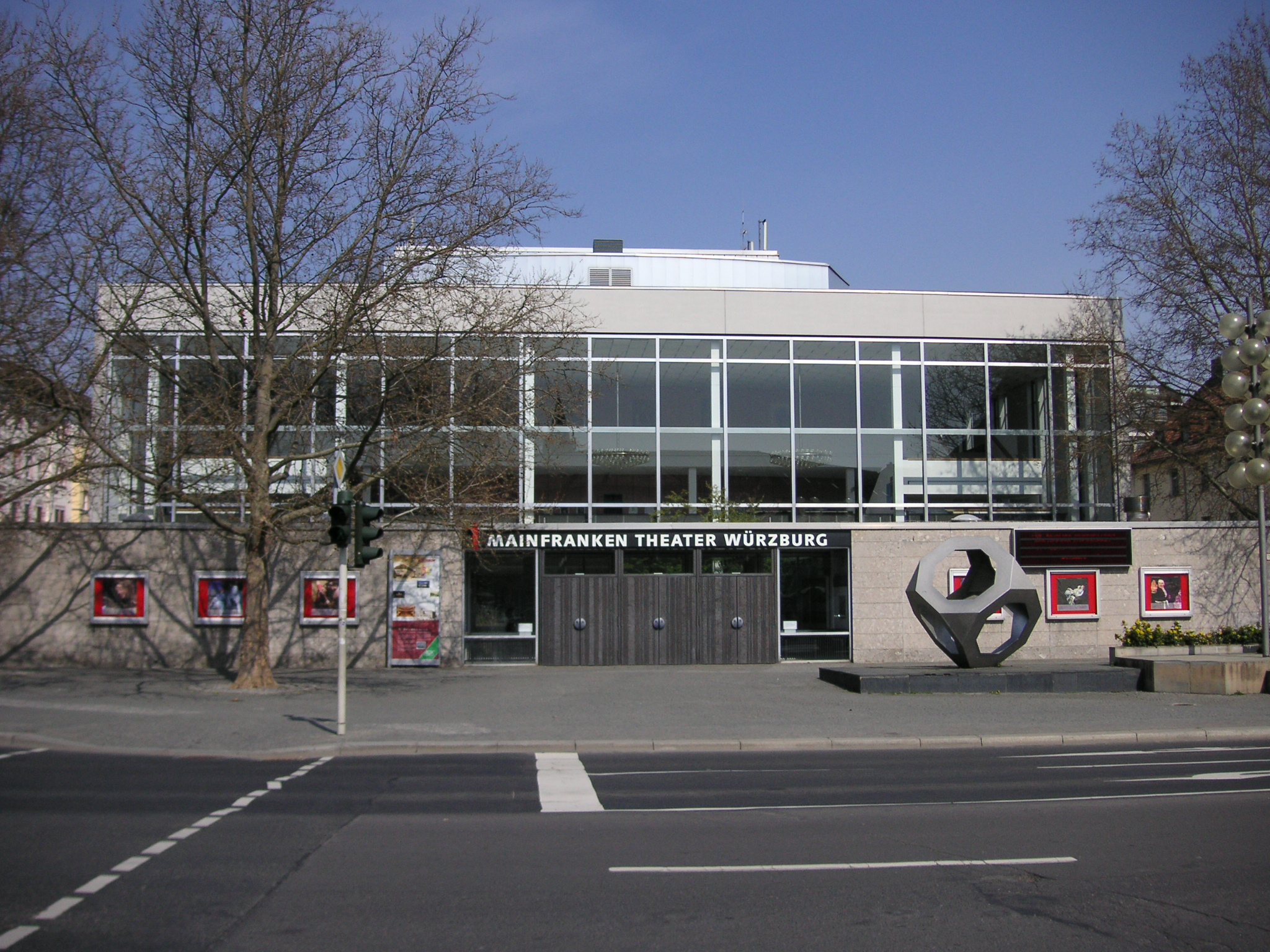
マインフランケン劇場

マインフランケン劇場 (Mainfranken Theater) は演劇、音楽、バレエの3つの部門からなる劇場である。グローセン・ハウスとカンマーシュピーレンの2つのステージが、ヴュルツブルク旧市街のマインフランケン劇場の建物内にある。
旧市街の外れにある旧港湾施設、クルトゥーアシュパイヒャー (Kulturspeicher) では音楽の他にボックスホルンやタンツ・シュパイヒェルが上演されている。前者はキャバレー、シャンソン、音楽分野のステージであり、テレビに出演していたり様々な栄誉に輝いた出演者が登場している。タンツ・シュパイヒェルはダンスとアンサンブルの舞台である。
ブルヴァール劇場 Chambinzky はフラウエンラントにあり、コメディー、大衆劇、音楽が演じられる。公演に応じて大ホールと小ホールがある。さらに Chambinzky には音楽酒場もあり、そのコンセプトは創設された1983年以来の実績がある。
実験劇場にはテアター・アム・ノイナープラッツ (Theater am Neunerplatz) やテアター・アンサンブル (theater ensemble) が挙げられる。両劇場とも実験演劇以外にも利用されている。ツェラーアウにあるテアター・アム・ノイナープラッツでは政治劇や風刺劇の他に子供劇の作品も上演される。テアター・アンサンブルは、やはりツェラーアウにあり、不条理劇、ドラマ、コメディなどが採り上げられ、この他に誰でも参加できる演劇コースも設けられている。
ヴュルツブルクは、その文化的・歴史的重要性にふさわしくこの他にも様々な用途に用いられる多くの劇団がある。子供・青年劇場シュピールベルク (Spielberg)、ヴェルクシュタットビューネ (Werkstattbüne)、プラスティシェ・テアター・ホビット (Plastische Theater Hobbit)、ヴュルツブルガー・カスパーハウス (Würzburger Kasperhaus)、ダンスシアター ブラック・ボックス (blackboX)、アウゲンブリック (Augenblick)やクンストケラー・ヴュルツブルク (Kunstkeller Würzburg)である。
また、ヴュルツブルクには多くの即興劇グループがあり、この中にはドイツで最も古いグループの一つに数えられるヴュルツブルガー・ボイテルボクセルン (Würzburger Beutelboxern) が含まれる。

### 博物館、ギャラリー
- 大聖堂博物館は、何世紀にわたって伝えられた約300点の絵画や彫像を収蔵している。キリスト教をテーマにした、近代あるいは同時代の作品（エルンスト・バルラハ、ヨーゼフ・ボイス、オットー・ディクス、ディーナ・ドレーガー、ラルス・ケーカー、ケーテ・コルヴィッツ、ヴォルフガング・マットホイアー、ヴェルナー・テュプケ）と巨匠の作品（たとえばティルマン・リーメンシュナイダー、ゲオルク・アントン・ウアラウプ、ヨハン・ペーター・ヴァグナー、ヨハネス・ツィック）が向かい合って展示されている。
- 大聖堂宝物館 — ヴュルツブルク司教区の博物館（副葬品、金細工製品、儀式用道具など）。
- 領主館博物館 — 司教領主の居住空間、宝物庫、ヴュルツブルクの歴史コーナー。
- 漁師ツンフトの歴史的なホール
- 宮廷施療教会「シュピテーレ」— 1789年に後期ゴシック様式に改築された旧宮廷教会の礼拝堂は同時代の芸術作品を入れ替えで展示するギャラリーとなっている。
- クルトゥールシュパイヒャー博物館は旧港湾施設の3,500m2の敷地に19世紀から現代までの芸術作品を展示している。屋内には市の収蔵品（旧市立ギャラリー）、たとえばシュテファン・バルケンホール、カール・グロスベルク、マグダレーナ・イェテロヴァー、カミル・レーベラー、ヴィルヘルム・ライプル、ハンス・プルマン、エミー・レーダー、マックス・スレーフォクトらの作品と、ペーター C. ルパート・コレクション、すなわちヨーゼフ・アルバース、ジャン・アルプ、マックス・ビル、アンソニー・カロ、ギュンター・フルートルンク、オーギュスト・エルバン、パウル・ローゼ、ブリジット・ライリー、ヴィクトル・ヴァザルリのコンクリート・アート作品が展示されている。この博物館は、Versicherungskammer Bayernの2005年バイエルン博物館賞を受賞した。
- 芸術船「アルテ・ノア」— 同時代の芸術作品を入れ替え展示している。
- マリエンブルク要塞のフランケン博物館（de:Museum für Franken；旧称「マインフランケン博物館」）は、45の展示室にフランケン地方の芸術作品を収蔵している。ティルマン・リーメンシュナイダーとその工房、あるいは弟子の最大のコレクションが含まれる。中には砂岩で造られたマリア礼拝堂の模型もある。さらには、ルーカス・クラナッハやジョヴァンニ・バッティスタ・ティエポロの絵画、墓碑、ファヤンス焼、石の鏃などの先史時代の遺物、甲冑、ローマ時代の遺物、フランケン・ワイン生産の歴史資料や民俗文化資料などが展示されている。
- 大学のマルティン・フォン・ヴァグナー博物館はレジデンツの南翼棟にあり、考古学部門、絵画ギャラリー、グラフィック・コレクションを含んでいる。考古学部門には驚くべき数のギリシアあるいはエトルリアの花瓶やアンフォラのコレクション、イタリア古代建築のコルク模型、ミイラの入った石棺などがある。古代の花瓶のモチーフは多彩で、古代の生活、スポーツ、行動について多くの情報を伝えている。
- ヴュルツブルク鉱物学博物館 — 大学の博物館である。宝石、鉱石、岩石、隕石などを収蔵している。
- レントゲン記念館 — レントゲン線を発明したことで名高いヴィルヘルム・レントゲンの研究室が保存されている。
- ジーボルト博物館 — ヴュルツブルク出身の日本研究家フィリップ・フランツ・ジーボルトの遺品を含む市のコレクションを入れ替え展示している。
- ヴュルツブルク州立ギャラリー — バイエルン州立の絵画コレクション

### 記念碑
ゲシュヴィスター・ショル・プラッツ（ショル兄妹広場） / オットー通りの記念碑はユダヤ人の命とともに白バラ抵抗運動の闘士で1943年に殺害されたハンス・ショルとゾフィー・ショルを思い起こさせる。ホイヒェルホーフの産業地区の多くの通りには、ナチス圧政下で迫害された人や犠牲になった人の名前が付けられている。ハイディンクスフェルトのヘルタ・マンハイマー通りはアウシュヴィッツ強制収容所で殺害されたユダヤ人のSPD市議 ヘルタ・マンハイマーにちなんだものである。カトリックのボーイスカウト運動家フレッド・ヨーゼフもやはりアウシュヴィッツで1943年に命を奪われた。彼は「半ユダヤ人」と中傷され、禁止されていたにもかかわらずボーイスカウトを組織した。ザンダーアウ地区の聖ゲオルク・ボーイスカウト団は彼にちなんだ名を自称している。
ヴュルツブルクでは、2006年から国家社会主義者の犠牲になった人や物に捧げるシュトルパーシュタイン（悔恨の石）が設けられ始めた。たとえば、商店前の以前の所有者のための石や、信念に従い亡くなった司祭の墓前の石などである。

### 合唱団

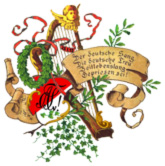
Chor der Akademisch-Musikalischen Verbindung Würzburg の紋章

- ヴュルツブルク・バッハ合唱団 (Bachchor Würzburg)
- カペラ・ヴォカーレ・ヴュルツブルク (cappella vocale würzburg)
- コレギウム・ムジクム・ヴォカーレ (collegium musicum vocale)
- ヴュルツブルク聖堂少女聖歌隊 (Mädchenkantorei am Würzburger Dom)
- ツェラーアウ＝ハルモニア男声合唱団1889 (Männergesangverein Zellerau-Harmonia 1889)
- ヴュルツブルク聖堂室内合唱団 (Kammerchor der Würzburger Dommusik)
- ヴュルツブルク室内合唱団 (Kammerchor Würzburg)
- ヴュルツブルク・モンテヴェルディ合唱団 (Monteverdichor Würzburg)
- ニュー・フューチャー (New Future)
- Chor der Akademisch-Musikalischen Verbindung Würzburg
- ヴュルツブルク・オラトリオ合唱団 (Oratorienchor Würzburg)
- ヴュルツブルク警察合唱団 (Polizeichor Würzburg)
- ヴュルツブルク・ヴォーカルアンサンブル (Vocalensemble Würzburg)
- ヴァーレンティン・ベッカー合唱団 (Valentin-Becker-Chor)
- ヴュルツブルク・マドリガル合唱団 (Würzburger Madrigalchor)
- ヴュルツブルク聖堂合唱団 (Würzburger Domchor)
- WVV男声合唱団 (WVV Männerchor)
- WVVシンガーズ (WVV Singers)
- ヴュルツブルク聖堂児童合唱団 (Würzburger Domsingknaben)

### 図書館と文書館

#### 図書館

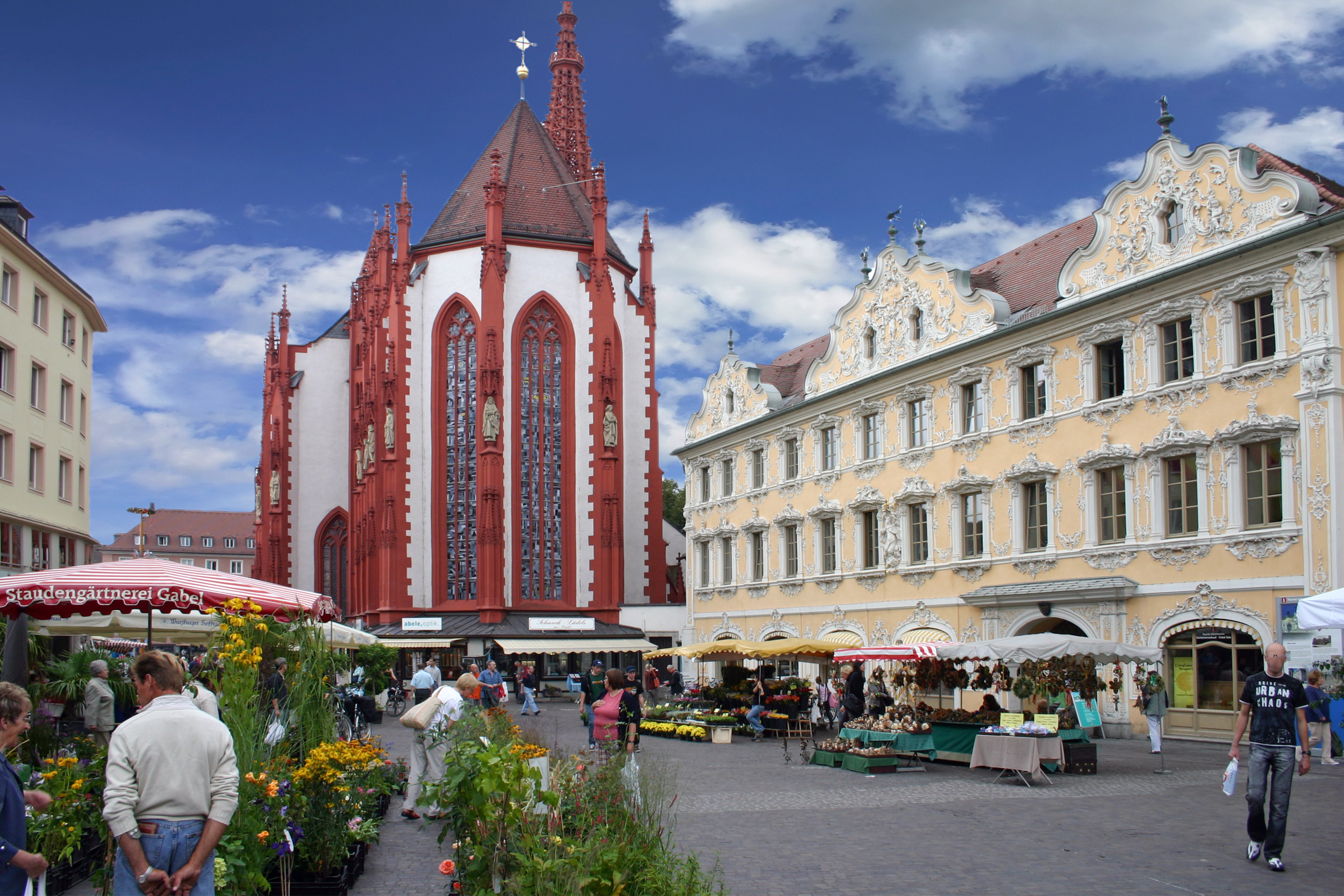
ヴュルツブルクのマルクト広場。画面右手の建物が中央図書館のあるファルケンハウスである。

- 大学文書研究所を併設したバイエルン州立ユリウス＝マクシミリアン大学の大学図書館は、大学史、研究史、学生史のドイツで最も重要な専門図書館である。
- ヴュルツブルク市立図書館。マルクト広場沿いのファルケンハウスに中央図書館がある公立図書館であり、ハイディンクスフェルト、ホイヒェルホーフ、レンクフェルト、フェルスバッハに分館がある。有名な人物（たとえばノーベル賞作家のケルテース・イムレなど）による自作朗読会で全国的に重要な図書館である。ロココ様式の化粧漆喰のファサードは観光客に人気である。EUのプロジェクトへの積極的な参加によって多くの表彰を受けている。

#### 文書館
- ヴュルツブルク州立文書館はウンターフランケン行政管区を管轄し、同行政管区およびかつての支配地域に関する約21,350点の文書を保管している。
- ヴュルツブルク市立文書館は、市の行政機関の文書、ビュルガーシュピタールの文書、ハイディンクスフェルト市の文書、その他の合併した町の文書、さらにはヴュルツブルク市民の約90点の遺品や膨大な写真、ポスター、カードのコレクションがある。
- 司教文書館は、昔から伝えられている文書や1821年に創設された新しいヴュルツブルク司教区の文書、それに加えて約250点の遺品や寄贈された品のコレクションを所蔵している。
- 大学文書館は、バイエルン州立ユリウス＝マクシミリアン大学に伝わる品を所蔵している。
- 旧帝国学生リーダー会および旧国家社会主義ドイツ学生同盟 (NSDStB) 文書館にはヴュルツブルク州立文書館から寄託されたものを管理している。
- 1987年に開館したユダヤ人の歴史のドキュメンテーションセンターは、この地域のユダヤ人の歴史の中央ガイド施設である。

## 建築

### 象徴的建造物

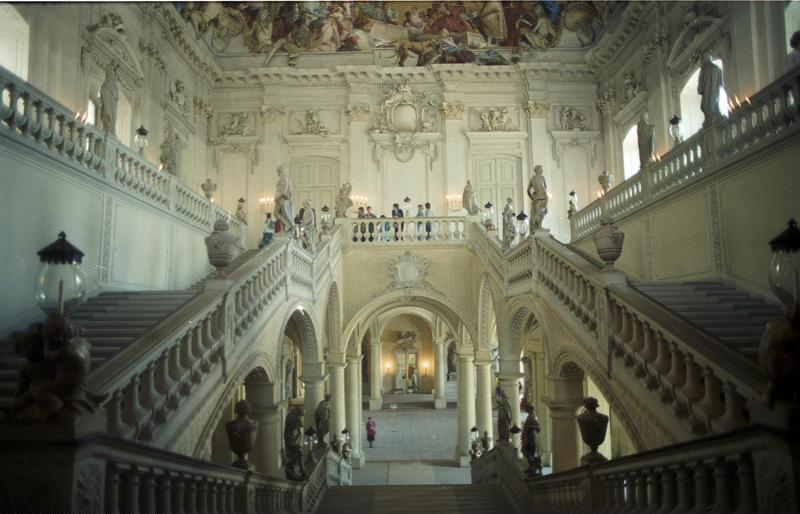
レジデンツの階段室

- 旧大学: このルネサンス建築は、大学が司教領主ユリウス・エヒター・フォン・メスペルブルンによって再興された9年後の1591年に完成した。なかでも卓越した建物は講堂として使われている大学教会である。
- クレーン場の旧クレーン: 1772年から1773年にバルタザール・ノイマンの息子によって建設された。
- 聖霊市民病院
- ファルケンハウス: 「ハウス・ツム・ファルケン」（鷹の家）とも呼ばれる。オーベルン・マルクトに面したこの建物は18世紀に建設された。1751年に豪華なロココ様式の化粧漆喰の飾り付きファサードが造られた。
- マリエンベルク要塞（マリエン要塞とも呼ばれる）はこの街の最も重要な象徴的建造物である。この建物へは、レジデンツから市バスで、旧マイン橋から徒歩で、あるいは車で行くことができる。威圧的な防衛施設のいくつもの門をくぐってマインフランケン博物館に到着する。この他、ほとんど識別できなくなった深さ100mの砂岩製の泉 プフェルデシュヴェンメ（馬の水飲み場）、マリア教会、領主庭園がある。この要塞は司教領主の居城に選ばれたが、後に新しく造られた堂々たるレジデンツに移された。
- グラーフェンエッカートと4つの管の泉がある市庁舎
- 中庭のある裕福な市民の家、ウンテラー・マルクト（下の市場）とグレッセン通り。グレッセン通りにある、現在はワイン専門酒場になっているガスト・ホーフ・ツム・シュタヒェルは、ドイツ農民戦争の際には蜂起軍の溜まり場になっていた場所である。
- ロココ様式の薬局を持つユリウス病院
- ケペレはバルタザール・ノイマンによって建設された。この建物は遠くからでもシルエットが見分けられる。この巡礼教会へは険しい石段を登って行く。その上からの眺めは、マイン川、長く延びる防衛施設、多くの教会の塔が建ち並ぶヴュルツブルク市を一望するものである。内装はバロック様式である。ここでは非常に多くのコンサートが上演されている。袖廊から出た裏側には病気が治癒したり、悩みが解消したといった感謝の碑が建てられている。
- ヴュルツブルクのレジデンツは、1981年にユネスコ世界遺産に登録された。このバロック建築は1720年から1744年に司教領主ヨハン・フィリップ・フランツ・フォン・シェーンブルンの命により、バルタザール・ノイマンの設計に基づいて建設された。階段室は600m2の広さがあり、ヴォールトが支える天井にはジョヴァンニ・バッティスタ・ティエポロのフレスコ画が描かれている。車寄せのホールは6頭立ての馬車が入れるよう設計された。レジデンツには大学の研究所や博物館が入居している。南西は宮廷教会につながっている。ワインセラーは北翼および南翼棟の地下にある。ヨハン・ゲオルク・エッグの錬鉄製の門や、フリート・ホイラーによるエッグ記念碑がある宮廷庭園はレジデンツの裏にある。毎年ここでモーツァルト音楽祭が開催される。
- ビスマルク塔は、シュタインのブドウ畑の高台にあるビスマルクの林にある。
- 旧港の火力発電所は、燃料を石炭から天然ガスに変えた際にその外観も根本的に改造された。このファサードによって建築設計事務所ブリュックナー&ブリュックナー2007は、「ベスト・アーキテクト08」（2008年最高建築賞）の金賞を受賞した。改造は旧港自体にも及んだ。
- 大学病院グロムビュールの洗濯所の煙突（高さ 66m、1917年建造）
- フランケンヴァルテの展望塔は、1894年にヴュルツブルク美化協会によってニコラウスベルクに建てられた塔である。
- フッテンの小城。クリストフ・フランツ・フォン・フッテン（1673年 - 1729年）によって建てられ、1884年以降はレーナニア・ヴュルツブルク学生組合の建物となっている。

- ヴュルツブルク大学
- 旧クレーン
- ヴュルツブルク市民病院
- ファルケンハウスの飾り破風
- マリエンベルク要塞の中庭
- グラーフェンエッカート
- ケペレ
- 宮廷教会
- レジデンツのワイン庫
- 火力発電所

#### 教会
重要なロマネスク様式の教会は、聖キリアン大聖堂、ノイミュンスター、聖ブルクハルト教会などである。
- 聖キリアン大聖堂
- ノイミュンスター教会
- 聖ブルカルト教会、背後の山腹にカペレが見える

#### マイン川の橋

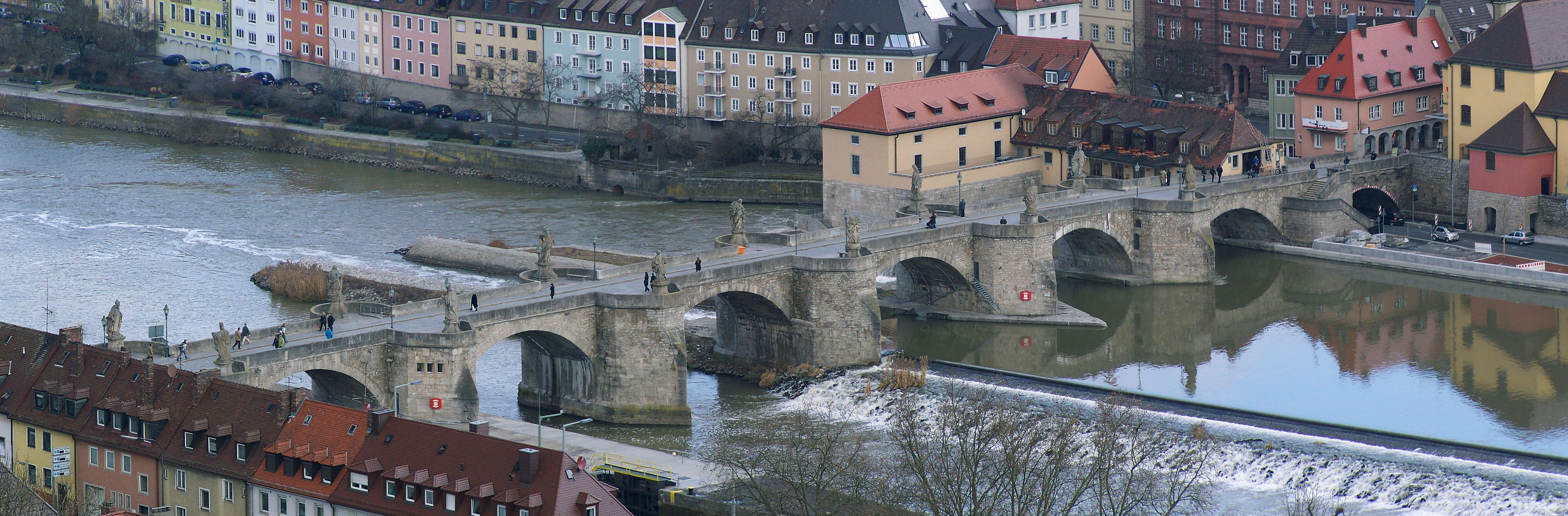
旧マイン橋

- 旧マイン橋（アルテ・マインブリュッケ、Die Alte Mainbrücke）は1886年まで唯一の橋であった。この橋は1476年から1703年まで建設され、聖人像で飾られている。これらの像は1730年頃に後から取り付けられたものである。
- ドイツ統合の橋（Die Brücke der Deutschen Einheit、タラヴェーラ橋 (Talavera-Brücke) ともいう）は最も新しい橋である。この斜張橋はマイン川と港湾施設を跨いでいる。
- フリーデンス橋 (Die Friedensbrücke) は1888年にルイトポルト橋 (Luitpoldbrücke) として建設され、第二次世界大戦後に改名された。
- コンラート＝アデナウアー橋 (Die Konrad-Adenauer-Brücke) は、4本の道路橋の中で最も南に位置する。このコンクリート製の橋は1965年から1967年に建設された。
- ルートヴィヒ橋 (Die Ludwigsbrüke) は1895年に建設され、橋のたもとにそれぞれある4頭のライオン像から住民達にはライオン橋（レーヴェンブリュッケ Löwenbrücke）として知られている。
- ラウレンティウス橋 (Die Laurentiusbrücke) は、ヴュルツブルク新港とツェル・アム・マインを結ぶ橋であり、ツェラー橋 (Zeller Brücke) としても知られている。
- ゼバスティアン・クナイプ橋 (Der Sebastian-Kneipp-Steg）は1978年7月22日に完成した歩行者専用の橋である。

- 聖人像が並ぶ旧マイン橋
- ドイツ統合の橋
- ルートヴィヒ橋

### 視覚障害者のための建築模型
いくつかの主要な建物の前には、手で触ることのできる模型が設置されている。この模型は金属製で視覚障害者にも大きさや中庭、屋根の勾配、塔や鋸壁の様子が分かるよう工夫されている。こうした模型はグラーフェンエッカート前、大聖堂と聖堂博物館の間、およびレジデンツ前に設置されている。

### 一般公開されている庭園、公園

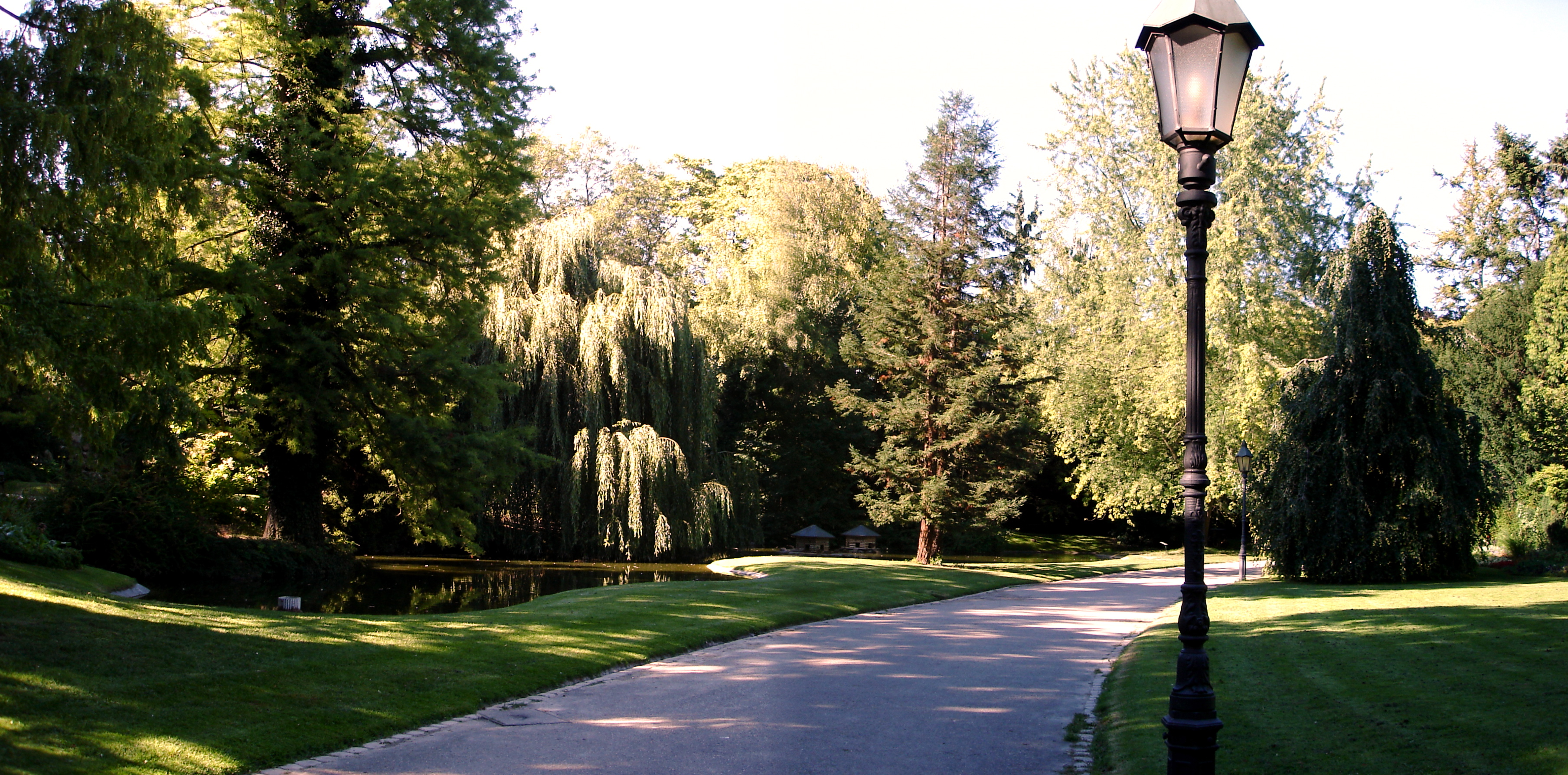
リング公園

リング公園は古い防衛施設（市壁）の跡で、フリーデンス橋からルートヴィヒ橋まで半円形に旧市街を取り囲む全長3.3km、幅最大240mの公園である。途中、中央駅やベルリン広場で中断され、中央墓地と境を接する。また、レジデンツとは高い壁で隔てられている。公園内の特徴的でエキゾチックな樹木にはドイツ語とラテン語の名札が付けられている。
宮廷庭園は、レジデンツの裏、旧稜堡（現在のリング公園）の前に位置する。この庭園は3段式のテラス式庭園で、ブナの木、アーケード、泉や花壇がある。東側のレジデンツ沿いにある稜堡跡には階段で上ることができる。アーケードの散策路が弓なりに庭の周りに延びている。
ノイミュンスター教会の回廊跡が遺るルーザムの小庭園は都会の真ん中にある小さな憩いのオアシスである。ここにはヴァルター・フォン・デア・フォーゲルヴァイデも訪れたと考えられている。
ユリウス病院裏の庭園は患者の休養の場であるが、十分の一税倉庫の門を通って一般の人も入園することができる。この庭には古い立木がある。
旧マイン川とタラヴェーラの間のマイン左岸緑地帯は暑い夏の夕方には人気のスポットである。
マリエンベルク要塞の領主庭園は、かつては要塞の砲台であった場所で、このため市内の眺望が大変によい。この庭園はイタリアの「秘密の園」(giardini secreti) をモデルに造られた。
大学植物園には農園やエキゾチックな有用植物、様々な種類の樹木がある。

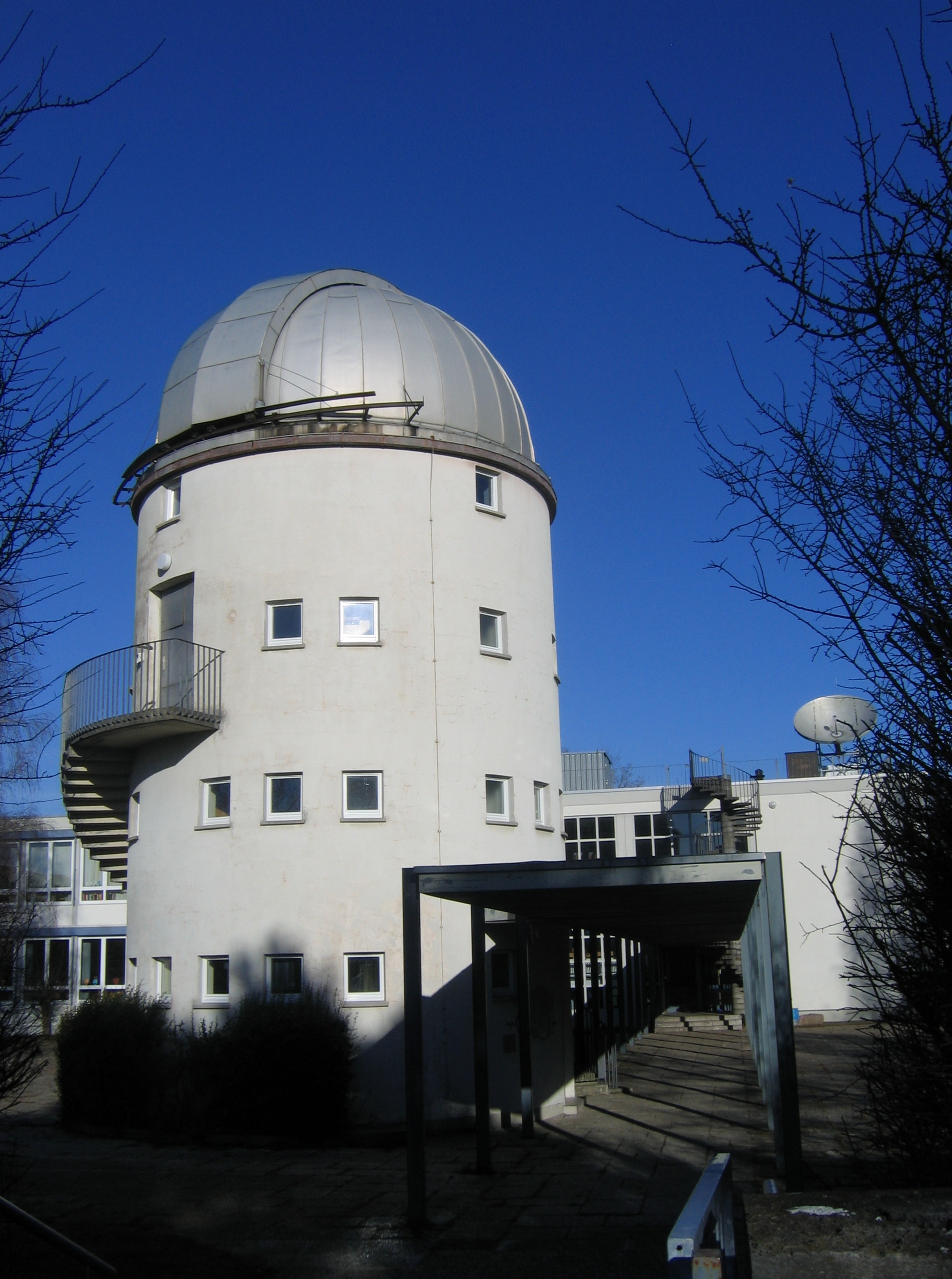
ヴュルツブルク市民天文台

- 宮廷庭園
- ルーザムの小庭園
- マリエンベルク要塞の領主庭園

### その他の見所
- フランケンヴァルテの展望塔
- ケースブルクのヴュルツブルク市民天文台
- ヴュルツブルクのカーニバル

### 年中行事
- 1月: ヴュルツブルク国際映画の週末

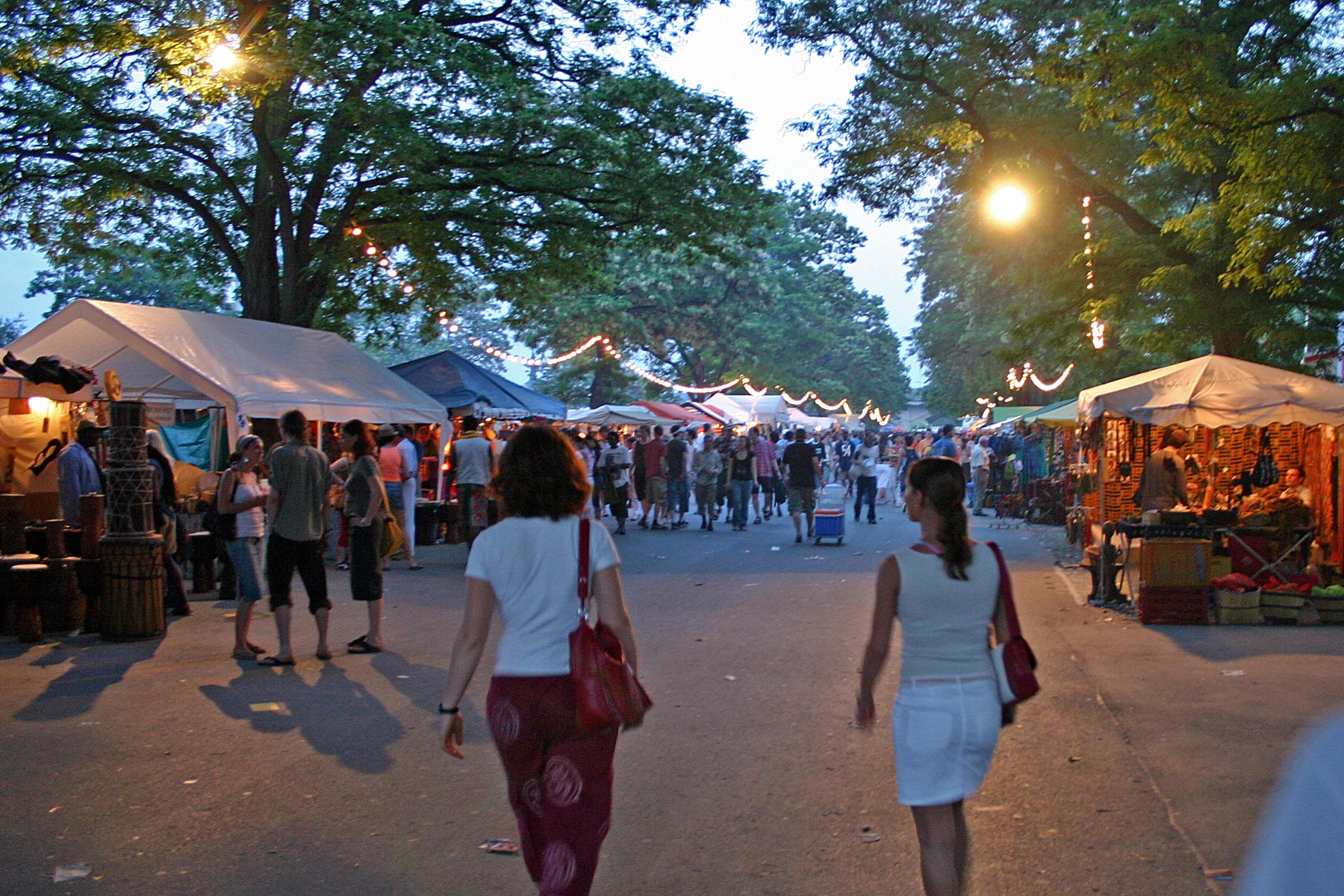
2005年のアフリカ・フェスティバル

- 3月: 春の市民祭、Gedächtnis- /Hoffnungslauf
- 4月: ShuttleParty、レジデンツ・レース
- 5月: アフリカ・フェスティバル — ヨーロッパのアフリカ文化の祭典、ヴュルツブルク・マラソン
- 5月/6月: ヴュルツブルク・ワイン村
- 6月: 芸術市、無料野外フェスティバル
- 6月/7月: モーツァルト・フェス
- 7月: キリニア市民祭
- 7月/8月: クリストファー・ストリート・デイ
- 8月: 歴史的な市民会食会
- 8月/9月: 司教領主の宮廷音楽の日
- 8月/9月: 大聖堂のワイン・パレード
- 9月/10月: マインフランケン・メッセ（2年ごと）
- 9月: 市祭、演劇祭
- 10月: ShuttleParty
- 10月: ヴュルツブルク即興演劇祭
- 10月/11月: ヴュルツブルクのキャバレーの日
- 11月: ヴュルツブルク経済シンポジウム
- 11月: ヴュルツブルク・バッハの日
- 12月: クリスマス市

### ナイトライフ
学生都市ヴュルツブルクには、ディスコ、バー、居酒屋、その他のレストランなど活発で多彩なナイトライフが用意されている。
ヴュルツブルクのディスコ Airport は、1983年10月にオープンしたドイツで最も古い大型ディスコとしてフランケン全域で広く知られている。

## 旅行記のヴュルツブルク
1917年にロベルト・ヴァルザーの陽気なヴュルツブルク滞在記を含む『詩人の生涯』(Poetenleben) がスイスで発行された。この中では旧市街のマインフランケン・ワイン専門の酒場やヴュルツブルク周辺のワイン畑の風習について述べられている。ミュンヘンからベルリンまでの旅の途中でこの若いスイスの詩人は1901年の夏にヴュルツブルクの友人で詩人のマックス・ダウテンダイの許で8日間過ごしている。
1927年に発表されたクルト・トゥホルスキー（変名: ペーター・パンター）の旅行記『シュペッサルトの宿』(Das Wirtshaus im Spessart) ではマリエンベルク要塞を訪れ、シュタインワインを楽しんだ旅行が語られている。
作家ウラディミール・カミナーは月刊誌 キケロに『カミナーの旅』(Kaminers Reisen) と題し、ヴュルツブルクの滞在を綴っている。彼は地方選挙の選挙戦についての体験を書いている。

## グルメ

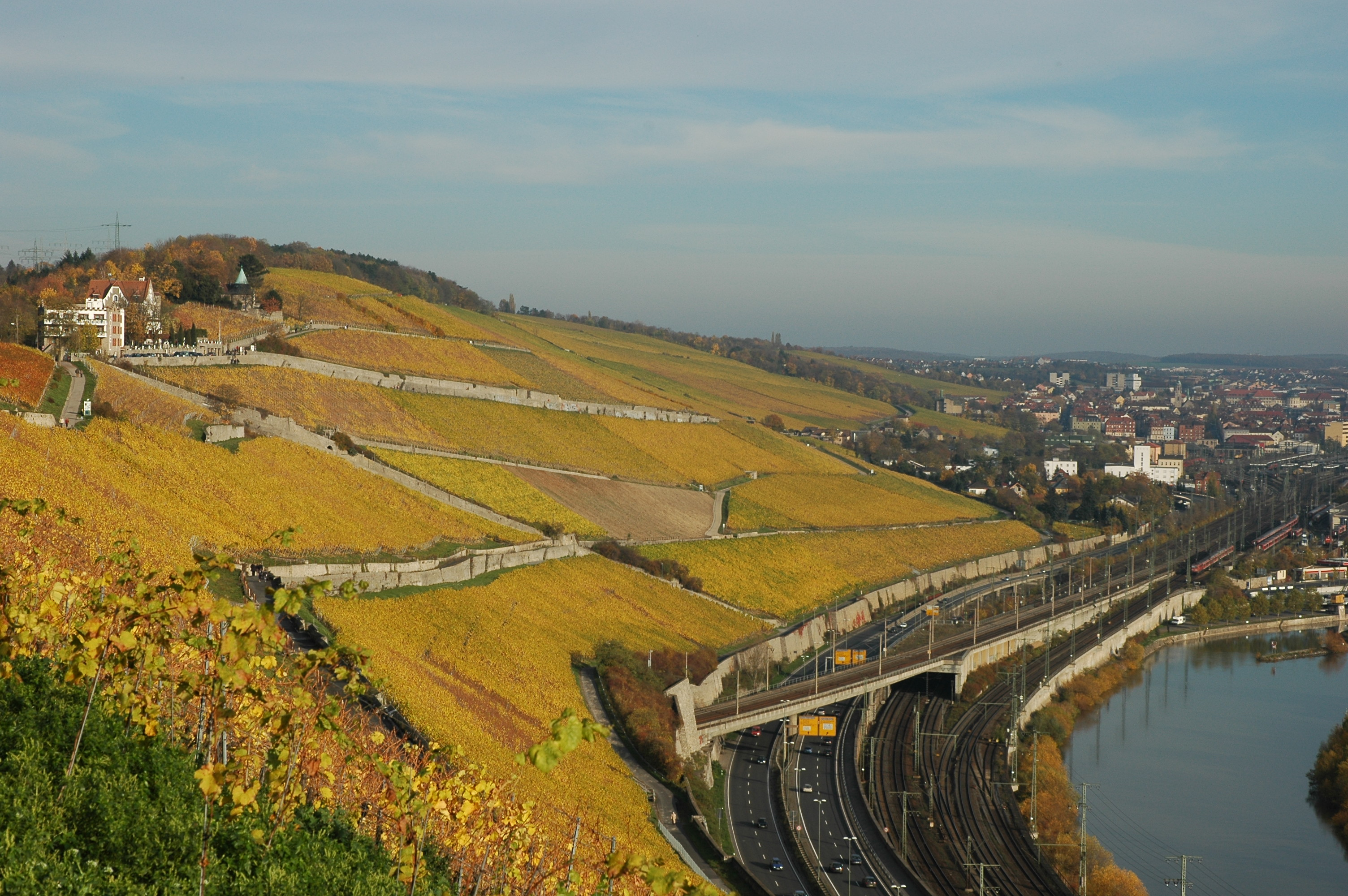
ヴュルツブルク＝シュタインのブドウ畑

ヴュルツブルクは、フランケンワインの中心地である。市内には最も有名なフランケンワイン産地のヴュルツブルガー・シュタインがあり、それぞれワイン酒場を備えた大規模で伝統的な3つのブドウ園がある。
- 州立ホーフケラー・ヴュルツブルク（州立）
- ユリウス・シュピタール（教会所有）
- ビュルガー・シュピタール（市民所有）

3つのブドウ園ともワイン醸造所内のガイドがあり、直接ワインを購入することもできる。
有名なワイン地区はシュタインの他にアプツライテ、インネーレ・ライステ（マリエンベルク要塞の南）、キルヒスベルク、プファッフェンベルク、シュロスベルク、シュタイン/ハルフェ（中央駅の上）がある。
1980年代以降、ヴュルツブルガー・ブラートヴルスト（グリル・ソーセージ）も名物になっている。

## ニックネームとモットー
- 1970年代中頃にこの街は『ヴュルツブルク — アウトバーンのワイン樽』というモットー掲げ、このモットーを大きく書いた樽型の看板をヴュルツブルクの放射道路沿いに設置した。このモットーはいくつかのガイドブックで紹介され、しばしばからかわれる原因となった。
- 数年前からヴュルツブルクは『ヨーロッパ都市』を名乗っており、1973年のヨーロッパ賞受賞との関連が示唆されている。しかし、この呼称は公式なものではなく、ヨーロッパ賞と関係はない。また、ヨーロッパ都市の名称が示す概念もないのである。
- ヴュルツブルク大学600年祭を祝った2002年にこの街はすべての名標に「大学都市」という肩書きを添えた。この肩書きはヴュルツブルク中央駅を通して広まった。
- ヴュルツブルクAGの新しいモットー「ヴュルツブルク。世界水準の田舎町。」を掲げ[20]、活発に討議されている。[21][22][23]

## その他

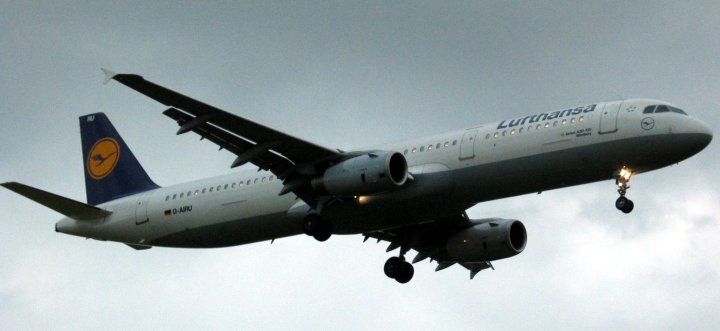
ヴュルツブルクと名付けられたルフトハンザA321

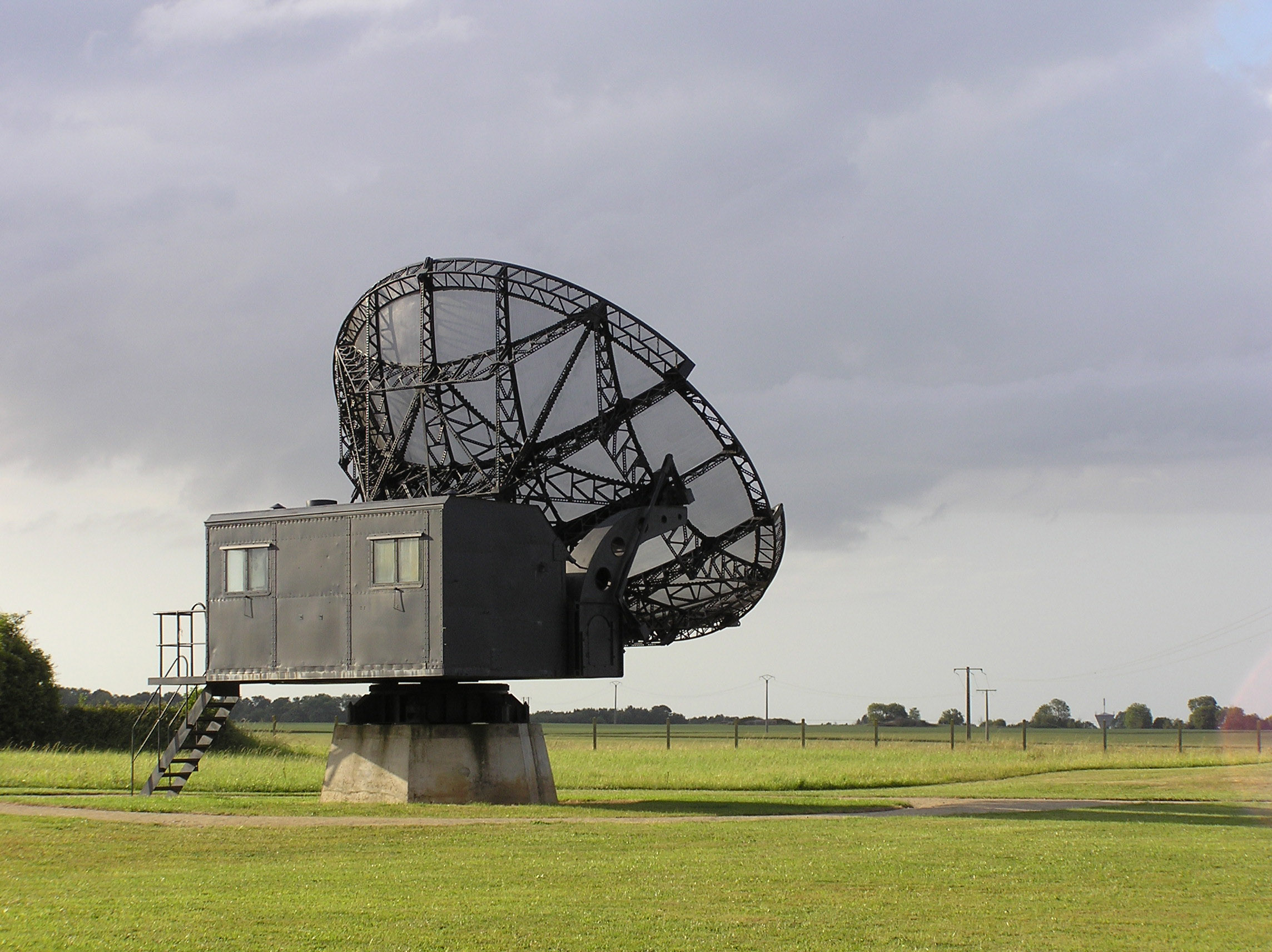
ヴュルツブルガー＝リーゼ型レーダー

- CSUは1945年10月13日にヴュルツブルクで結成された。
- ヴュルツブルクは飛行機の名親になっており、ルフトハンザのエアバスA321-100 D-AIRU機は「ヴュルツブルク」と名付けられている。
- ICEの 406 080列車は、2002年からやはり「ヴュルツブルク」を名乗っている。この列車は、スイス、オランダ、ベルギー、フランスの運行システムにも対応している。
- ヴュルツブルク鉄道博物館は、ドイツ国鉄52形蒸気機関車 7409号機を「シュタット・ヴュルツブルク」と名付けた。この車両は除煙板にヴュルツブルクの紋章を掲げている。
- ヴュルツブルガー＝リーゼ (FuMg 65)、ヴュルツブルク (FuMg 39) は、第二次世界大戦中に連合軍の爆撃機や戦闘機のドイツ制空権圏内への侵入を探知したレーダー装置である。
- 1971年から1975年までヴュルツブルクで、いわゆるヴュルツブルク教会会議が開催されていた。
- ヴュルツブルクの水道水は、その石灰質の土壌のため、極度の硬水である。
- ヤーコプの道: サンティアゴ・デ・コンポステーラの巡礼路の延長がファイツヘーヒハイムやマルゲーツヘーヒハイムを経由しドン・ボスコ教会から旧マイン橋をマイン左岸から右岸に渡ってマイン川に沿ってランダースアッカー方面へ抜けて行く。この道はフランケン街道の一部であり、フルダからヴュルツブルク、オクゼンフルト、ウッフェンハイムを経由してウルムに至る。
- ヴュルツブルクは映画『Lammbock』のロケ地であった。

## 人物

### 出身者

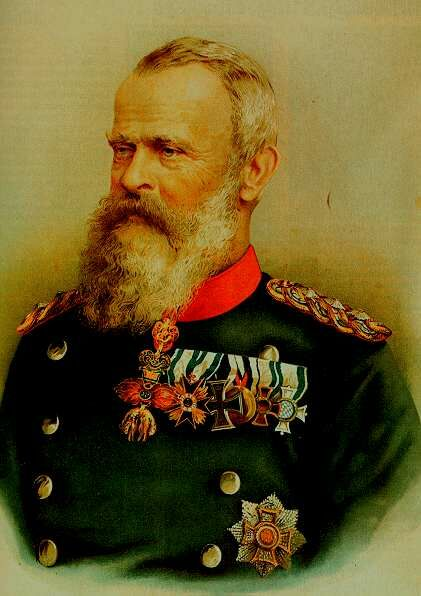
摂政王子ルイトポルト・フォン・バイエルン

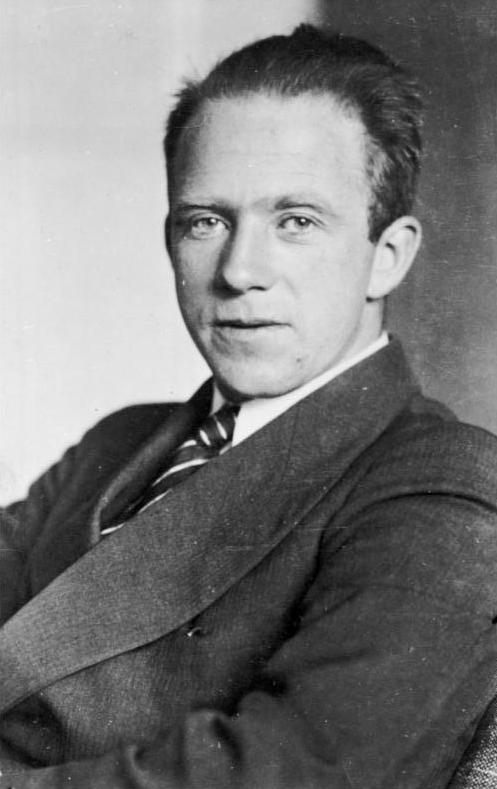
ヴェルナー・ハイゼンベルク

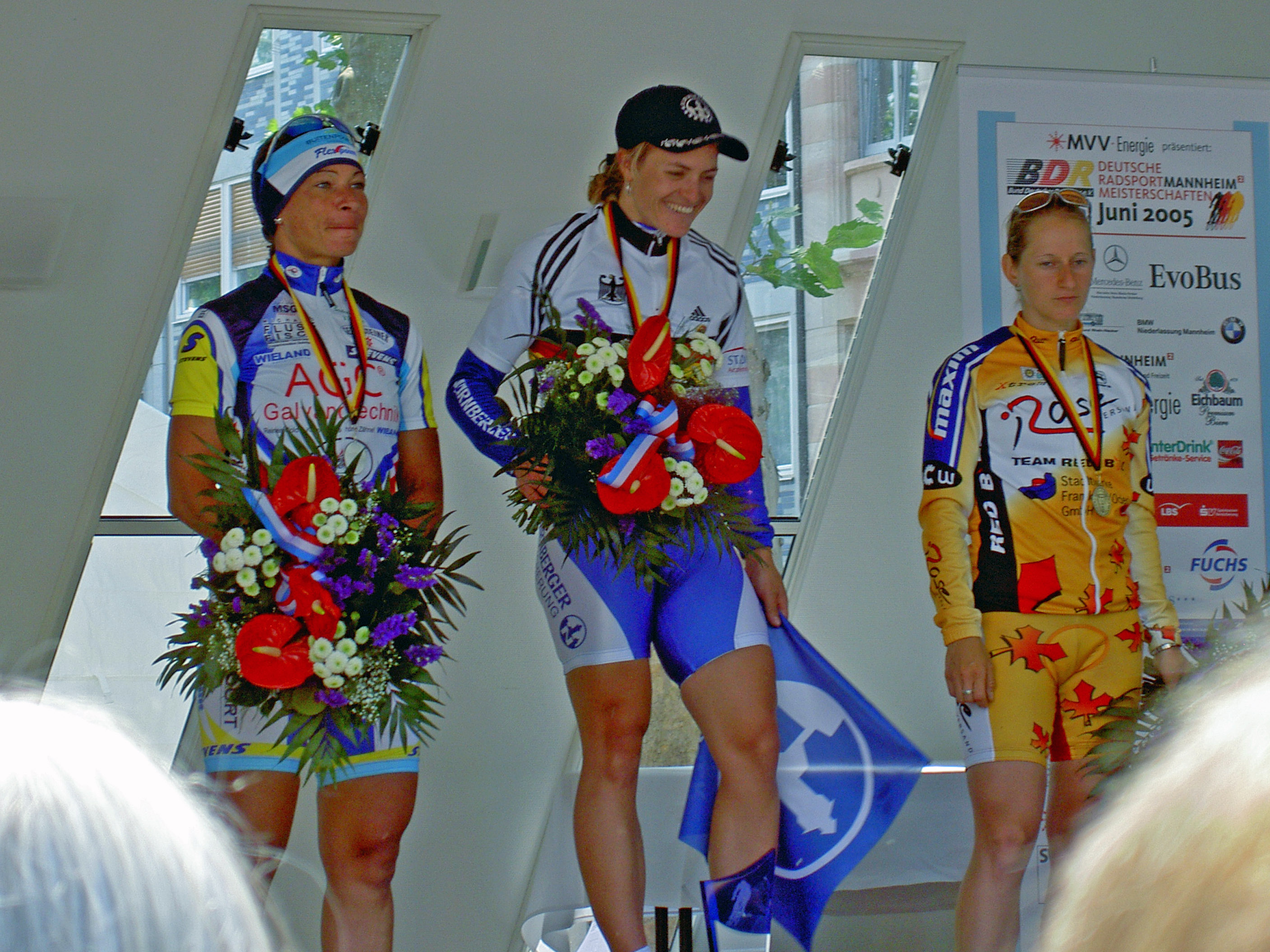
レギナ・シュライヒャー（中央の人物）

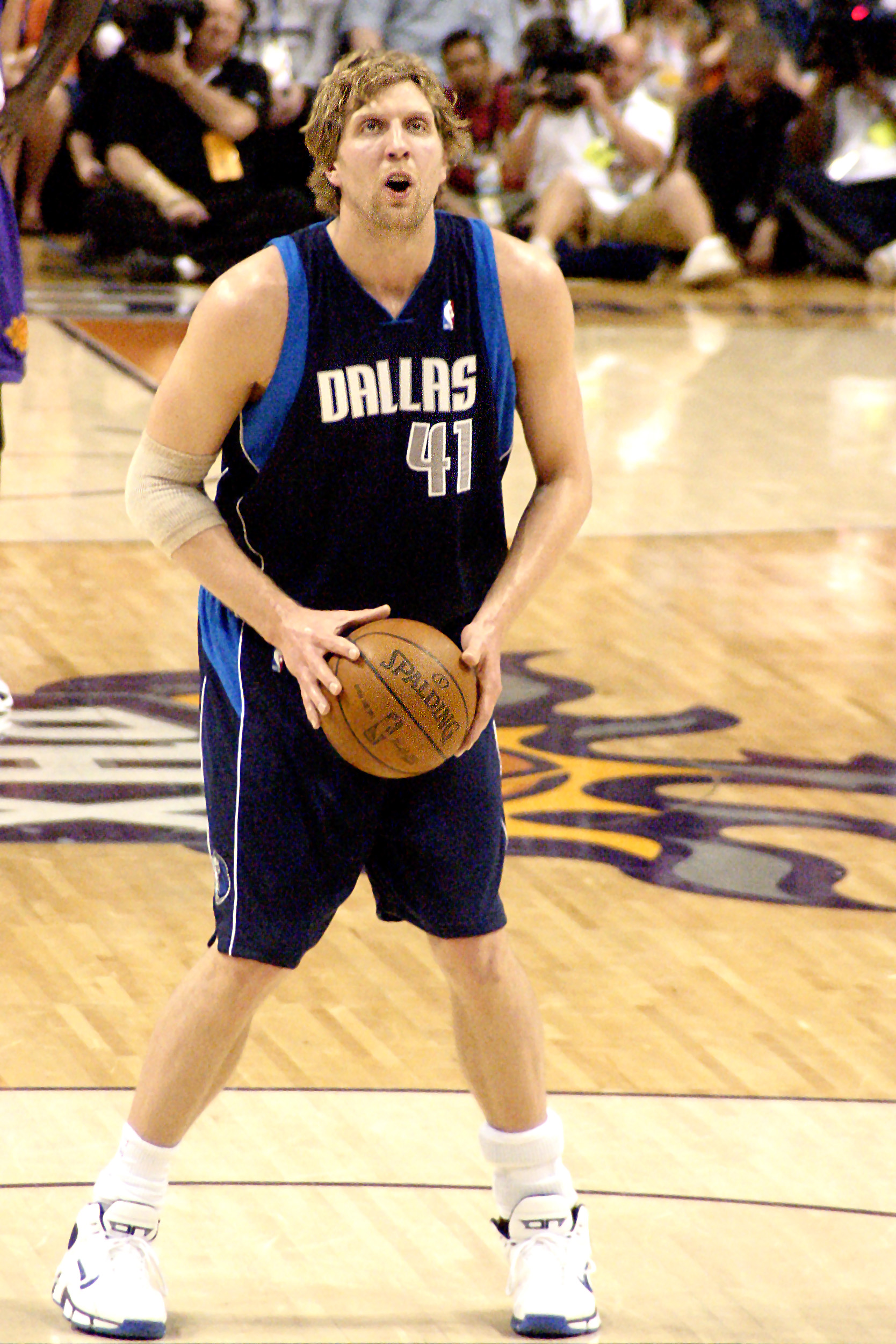
ダーク・ノヴィツキー

- コンラート・フォン・ヴュルツブルク（ドイツ語版）（1220年から1230年頃 - 1287年）「稀に見る極めて多作の」詩人。[24]
- マティアス・グリューネヴァルト（1470年頃 - 1528年 (?)）画家（イーゼンハイムの祭壇画）。
- ゲオルク・ヨーゼフ・フォグラー（1749年 - 1814年）作曲家、神学者。
- ヨーゼフ・ランゲ（1751年 - 1831年）俳優。
- ロタール・アンセルム・ゲプザッテル（1761年 - 1846年）ミュンヘンとフライジンクの大司教。
- ヨーゼフ・キュフナー（1776年 - 1856年）作曲家。
- フィリップ・フランツ・フォン・シーボルト（1796年 - 1866年）医師、日本研究家、博物学者。
- フリードリヒ・ユリウス・シュタール（1802年 - 1861年）法哲学者、法律家、王室法律顧問、政治家。
- ヨーゼフ・ハイネ（1803年 - 1877年）医師。プファルツの医療大臣。
- カール・テオドール・エルンスト・フォン・ジーボルト（1804年 - 1885年）医師。動物学者。
- フリッツ・バンベルガー（1814年 - 1873年）風景画家。
- アドルフ・フォン・プフレツシュナー（1820年 - 1901年）政治家。バイエルン王国宰相。
- ルイトポルト・フォン・バイエルン（1821年 - 1912年）バイエルン王国摂政。
- カール・ゲーゲンバウアー（1826年 - 1903年）動物学者。
- フランツ・アウグスト・シェンク・フォン・シュタウフェンベルク（1834年 - 1901年）第1回帝国議会副議長。
- カール・フォン・ホルン（1847年 - 1923年）バイエルンの将軍、軍事大臣。
- リリー・レーマン（1848年 - 1929年）オペラ歌手（ソプラノ）。音楽教育者。
- アドルフ・ザントベルガー（1864年 - 1943年）作曲家。音楽学者。
- マックス・ダウテンダイ（1867年 - 1918年）詩人。画家。
- ユリウス・ビンダー（1870年 - 1939年）法哲学者。
- パウル・パンツァー（1872年 - 1958年）俳優。
- フェルディナント・フルリー（1877年 - 1947年）薬学者。毒物学者。
- グスタフ・フォン・ベルクマン（1878年 - 1955年）内科医。
- カール・ディーム（1882年 - 1962年）スポーツ科学者。
- レオンハルト・フランク（1882年 - 1961年）作家。
- ゴットフリート・フェーダー（1883年 - 1941年）NSDAPの経済理論家。
- オイゲン・フォン・ショーベルト（1883年 - 1941年）国防軍大将。
- フランツ・ハルダー（1884年 - 1972年）陸軍総司令部参謀総長。
- ローデリック・フィック（1887年 - 1955年）建築家。
- フリードリヒ・トラウトヴァイン（1888年 - 1956年）物理学者、音響学者。
- エミー・レーダー（1890年 - 1971年）彫刻家
- アルフレート・ヨードル（1890年 - 1946年）国防軍大将。
- オスカール・ディルレヴァンガー（1895年 - 1945年）親衛隊司令官。
- アルベルト・レンガー＝パッチュ（1897年 - 1966年）写真家。
- フリッツ・バイエルライン（1899年 - 1970年）国防軍中将。
- マルグレート・ボヴェリ（1900年 - 1975年）ジャーナリスト、出版者。
- ヴェルナー・ハイゼンベルク（1901年 - 1976年）物理学者。1932年ノーベル賞受賞者。
- ルートヴィヒ・ハイルマン（1903年 - 1959年）降下猟兵少将
- ヨーゼフ・ネッカーマン（1912年 - 1992年）企業家。スポーツ連盟役員。
- オットー・ヴァイディンガー（1914年 - 1983年）親衛隊上級大隊指導者。
- イェフダ・アミカイ（1924年 - 2000年）詩人、作家。
- フリッツ・ケーニヒ（1924年 - ）彫刻家。
- オトマール・イッシンク（1936年 - ）欧州中央銀行主任経済学者、理事。
- ヴォルフガング・カニバー（1939年 - ）サッカー選手
- ユタ・ディトフルト（1951年 - ）緑の党報道官
- クルト・クリュースピース（1952年 - ）ハンドボール・ドイツ代表選手。
- クリスティアン・ディトフルト（1953年 - ）歴史学者。
- トーマス・バッハ（1953年 - ）フェンシング選手。1976年モントリオールオリンピック優勝者。国際オリンピック委員会第9代会長。
- ヴァルトラウト・マイアー（1956年 - ）メゾソプラノ歌手。ワーグナー歌手として知られる。
- クリスティアン・ツィルケルバッハ（1961年 - ）陸上競技（短距離）選手。
- クラウス・ライトマイアー（1964年 - ）サッカー選手。ゴールキーパー。
- ゴットフリート・フォン・デア・ゴルツ（1964年 - ）ヴァイオリニスト。
- クリスティン・フォン・デア・ゴルツ（1966年 - ）ドイツ系ノルウェー人ミュージシャン。
- ザビネ・バウ（1969年 - ）フェンシング選手。
- ベルント・ホラーバッハ（1969年 - ）サッカー選手、監督。
- シュテファン・シュミット（1970年 - ）陸上競技（十種競技）選手。
- レギナ・シュライヒャー（1974年 - ）プロ・サイクリング・ロードレース選手。
- フランク・バウマン（1975年 - ）サッカー・ドイツ代表選手。
- ラルフ・カイデル（1977年 - ）サッカー選手
- ダーク・ノヴィツキー（1978年 - ）NBAでプレイするバスケットボール選手。
- ベルント・コルツィニーツ（1979年 - ）サッカー選手。
- トーマス・ルルツ（1979年 - ）水泳選手。
- シュテファン・ホフマン（1980年 - ）サッカー選手。
- カルシュテン・リヒトライン（1980年 - ）ハンドボール・ドイツ代表選手。ゴールキーパー。
- ウルズラ・ホル（1982年 - ）女子サッカー選手。
- クリスティアン・ハイン（1982年 - ）水泳選手。
- カタリーナ・バウナッハ（1989年 - ）女子サッカー選手。
- マキシ・クレバー（1992年 - ）バスケットボール選手。

### ゆかりの人物

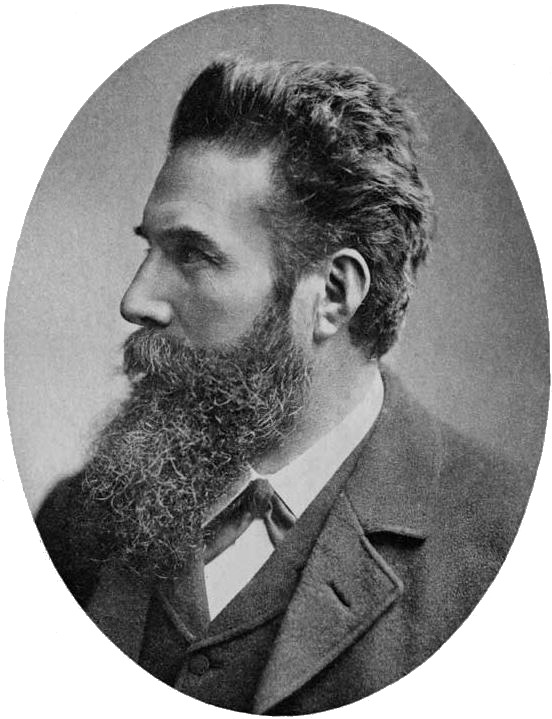
ヴィルヘルム・コンラート・レントゲン

- ブルカルト（683年 - おそらく754年または755年）8世紀のヴュルツブルク司教。
- ヴァルター・フォン・デア・フォーゲルヴァイデ（1170年頃 - 1230年頃）ミンネゼンガー。
- ティルマン・リーメンシュナイダー（1460年頃 - 1530年）彫刻家。1520年から1524年までこの街の市長を務めた。
- ローレンツ・フリース（1489年 - 1550年）歴史記述者。
- カスパー・ショット（1608年 - 1666年）教育家。
- バルタザール・ノイマン（1687年 - 1753年）バロック建築の建築家。ヴュルツブルクのレジデンツを設計した。
- ゼーリヒマン・ベーア・バンベルガー（1807年 - 1878年）ラビ。
- カール・ヴィルヘルム・シェーンボルン（1840年 - 1906年）外科医。
- ヴィルヘルム・コンラート・レントゲン（1845年 - 1923年）X線の発見で第1回ノーベル賞を受賞した。
- ヘルマン・ミュラー（1850年 - 1927年）植物学者。後にブドウ研究家。1872年から1876年まで大学の植物学研究所に勤務した。
- エミル・フィッシャー（1852年 - 1919年）炭水化物の構造解明の基礎を築き、1902年にノーベル化学賞を受賞した。
- オスヴァルト・キュルペ（1862年 - 1915年）思考心理学におけるヴュルツブルク学派の創始者。
- ヘルマン・ツィルヒャー（1881年 - 1948年）作曲家。
- ベルトルト・フンメル（1925年 - 2002年）作曲家。
- クラウス・フォン・クリッツィング（1943年 - ）整数量子ホール効果の発見により1985年にノーベル賞を受賞した。
- アヒム・ヴァグナー（1967年 - ）作家。

## 引用
1. ↑  https://www.statistikdaten.bayern.de/genesis/online?operation=result&code=12411-003r&leerzeilen=false&language=de Genesis-Online-Datenbank des Bayerischen Landesamtes für Statistik Tabelle 12411-003r Fortschreibung des Bevölkerungsstandes: Gemeinden, Stichtag (Einwohnerzahlen auf Grundlage des Zensus 2011)
2. ↑  Max Mangold, ed (2005). Duden, Aussprachewörterbuch (6 ed.). Dudenverl. p. 844. ISBN 978-3-411-04066-7
3. ↑  “デジタル大辞泉の解説”.   コトバンク. 2018年5月14日閲覧。 - また、Dieter Berger: Duden, geographische Namen in Deutschland: Herkunft und Bedeutung  der Namen von Ländern, Städten, Bergen und Gewässern, Bibliographisches Institut, Mannheim/Wien/Zürich 1993 (ISBN 3-411-06251-7), S. 283.によれば、市名はBerg/Burg der Würzkräuter（香辛料・香草・ハーブの山ないし城塞）を意味する。
4. ↑  ヴュルツブルク市の人口（1997年から2006年） （2009年5月29日に内容確認）
5. ↑  Geoklima 2.1
6. ↑  小林繁子「コロナ禍の中でドイツを思う」〔Echo編集委員会 編 Echo37号、DAAD友の会、2021,11、52-54頁〕、54頁。
7. ↑  Gedenktafel am Bauernkriegsdenkmal am Ende der Tellstiege
8. ↑  Hexenprozess der Maria Renata Singer. In: Peter Moser: Würzburg, 1999, S. 175
9. ↑  Roland Flade: Hoffnung, die aus Trümmern wuchs. 1945 bis 1948: Würzburgs dramatischste Jahre. Mainpost, Würzburg 2008, ISBN 3-925232-60-5, S. 115 - 117: Ein Amerikaner rettet Tiepolos Fresken. Kunstschutz-Offizier John d. Stelton.
10. ↑  Gedenktafeln an der Hochwasserschutzmauer beim Alten Kranen und bei der Lore
11. ↑   1945. In: Robert Meier: Feurich-Keks und Zucker-Bär, 2005, S. 60 - 61
12. ↑  Dieter Berger: Duden, geographische Namen in Deutschland: Herkunft und Bedeutung  der Namen von Ländern, Städten, Bergen und Gewässern, Bibliographisches Institut, Mannheim/Wien/Zürich 1993 (ISBN 3-411-06251-7), S. 283. - ただし、Lexikon des Mittelalters. Bd. IX. München: LexMA 1998 (ISBN 3-89659-909-7),  Sp. 377 (A.Wendehorst) によれば、700年頃 Geographus Ravennas に >Uburzis< という地名が見られ、'Ub-'を‘W-'と読むならば、こちらの方が最初の地名とみなされる。
13. ↑  Gedenkstätten für die Opfer des Nationalsozialismus. Eine Dokumentation, Band 1. Bundeszentrale für politische Bildung, Bonn 1995, ISBN 3-89331-208-0, S. 199
14. ↑  “Wahl des Stadtrats - Kommunalwahlen 2020 in der Stadt Würzburg - Gesamtergebnis”. 2021年4月11日閲覧。
15. ↑  ヴュルツブルクのサイトの姉妹都市ページ
16. ↑  Quelle: CTW Würzburg
17. ↑  BMBF: バイエルン州の学校総覧, p. 27 (PDF-Dokument). 2008年1月25日現在
18. ↑  決定 — 2016年の庭園博開催地はバイロイト[リンク切れ] バイエルン放送のサイト 2009年4月3日付け （2009年6月20日に確認）
19. ↑  Wladimir Kaminer: Kaminers Reisen: Würzburg. In: Cicero. 4, 2008.
20. ↑  http://www.wuerzburg.de/wag/de/provinz-auf-weltniveau/index.html
21. ↑  http://wuerzblog.de/?s=provinz+auf+weltniveau
22. ↑  http://www.brandt-aktuell.de/?p=995
23. ↑  http://thomas-matterne.de/index.php?/archives/2207-Provinz-auf-Weltniveau,-warum-nicht.html
24. ↑  平尾浩三訳『コンラート作品選』郁文堂　1984　（ISBN 4-261--07161-4）。